# Geologie von Ruhpolding
Die Geologie von Ruhpolding ist aufgrund der Lage am Alpennordrand sehr komplexer Natur. Die mit 147,84 Quadratkilometer sehr große Gemeinde Ruhpolding erstreckt sich über mehrere tektonische Deckenzonen. Die angetroffenen Formationen reichen von der Untertrias bis ins Holozän.

## Tektonische Gliederung

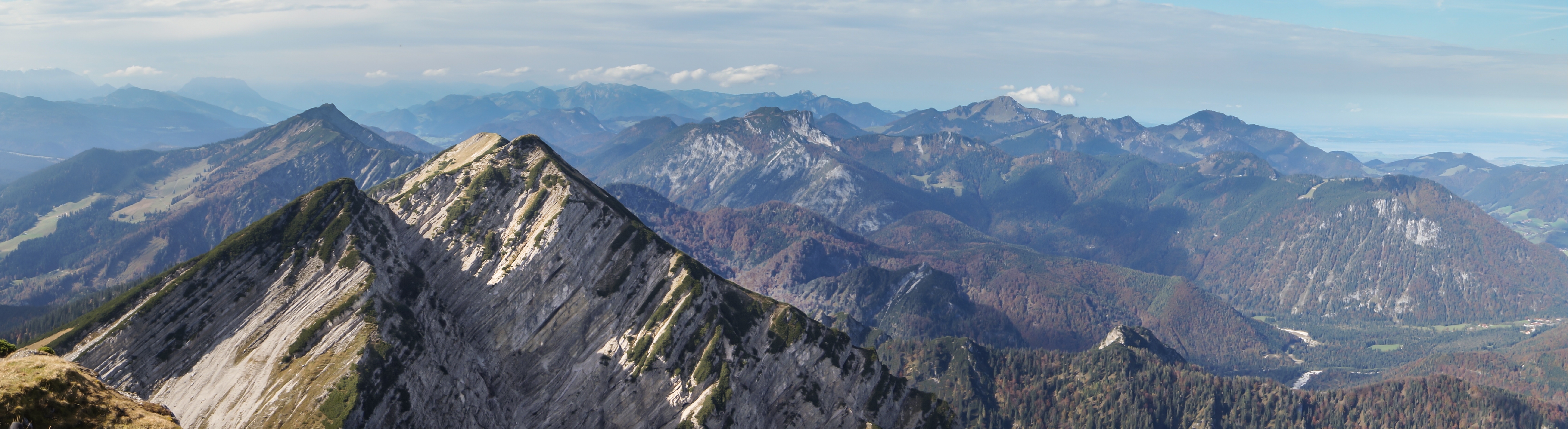
Aussicht nach Westnordwest über das Ruhpoldinger Land. Der Blick schweift vom Sonntagshorngipfel (1961 m) über Reifelberge, Hochkienberg, Hochgern und Hochfelln zum Chiemsee im Hintergrund.

Die Gemeinde Ruhpolding hat Anteil an folgenden Deckenzonen (von Nord nach Süd bzw. vom tektonisch Liegenden zum Hangenden):
- Flyschzone
- Kalkalpine Zone
  - Bajuvarikum
    - Allgäu-Decke
    - Lechtal-Decke

  - Tirolikum
    - Staufen-Höllengebirgs-Decke.

Die am Nordrand gelegene Zone des Rhenodanubischen Flyschs ist eine Einheit des Penninikums, die erst gegen Ende des Eozäns von den Nördlichen Kalkalpen überschoben wurde. Die Allgäu-Decke und die Lechtal-Decke bilden Teil des Bajuvarikums und stellen den flächenmäßig größten Anteil in der Gemeinde Ruhpolding. Die Staufen-Höllengebirgs-Decke gehört zum Tirolikum und nimmt den Süd- und Südostabschnitt ein.

### Flyschzone

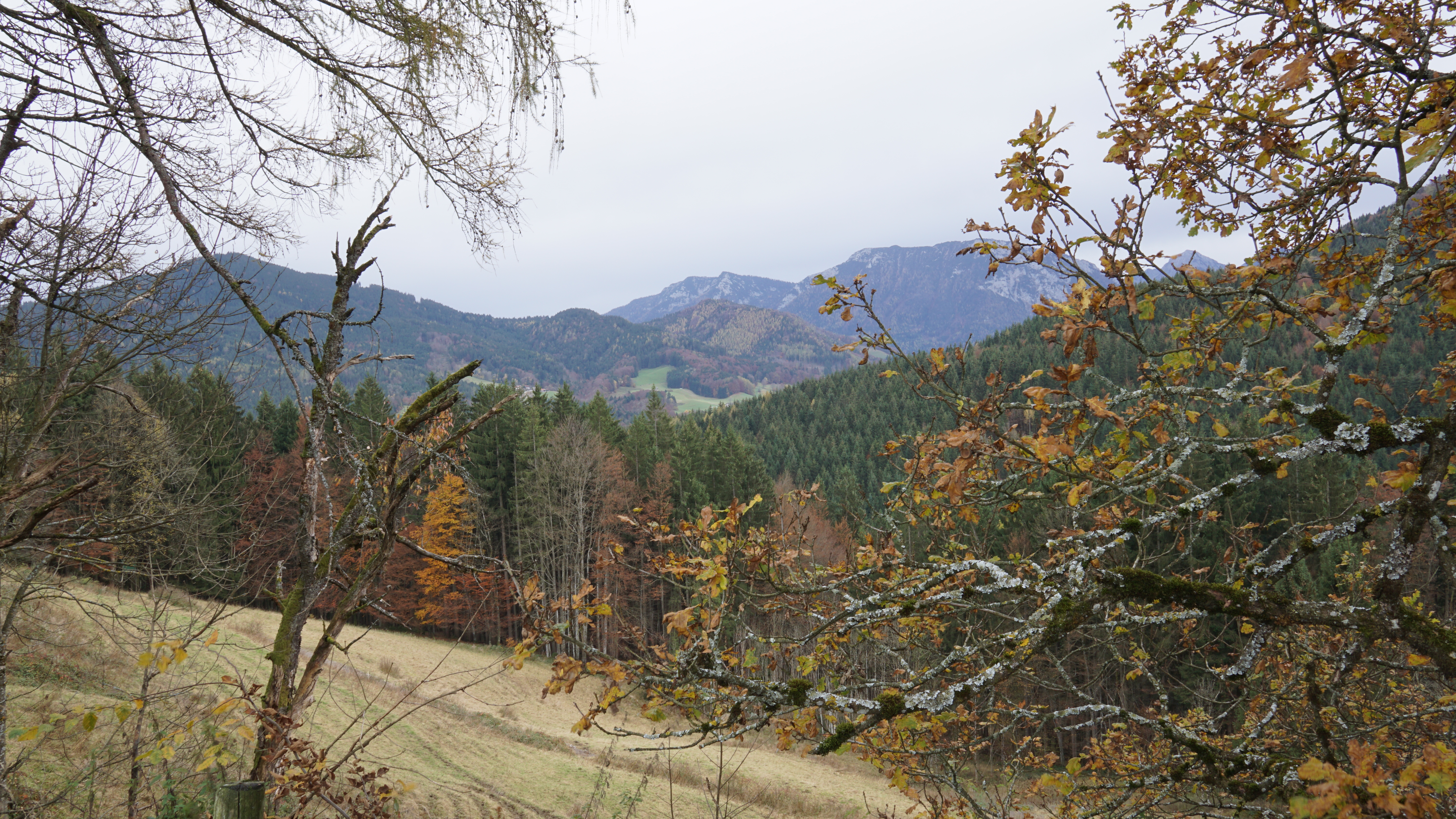
Blick vom Kloster Maria Eck auf Zinnkopf (links) und Zeller Berg (Mitte), dahinter rechts der Rauschberg. Im Sattel zwischen Zinnkopf und Zeller Berg verläuft die tektonische Deckengrenze zwischen Bajuvarikum im Südwesten und Flyschzone im Nordosten.

Die Flyschzone wird nur im Bereich des Zinnkopfs (1227 m) als Sulzberg-Flysch und am Dießelbach als Fürberg-Flysch angetroffen. Sie bildet am Zinnkopf eine Südost-streichende Muldenstruktur. Mit Erreichen der Gemeinde Siegsdorf (Ortsteil Eisenärzt) verschmälert sich die Flyschzone auf nur noch 500 Meter, verbreitert sich dann erneut beim Kloster Maria Eck auf gut 1000 Meter (Fürberg-Flysch), um dann schließlich im Helvetikum westlich der Maximilianshütte (nördlich von Pattenberg, Gemeinde Bergen) ganz auszukeilen.
Altersmäßig reicht die 300 bis 380 Meter mächtige Schichtfolge der Flyschzone von der Grenze Barremium/Aptium bis ins Maastrichtium. Diese ist hier gegenüber der gewöhnlichen Mächtigkeit des Flyschs von 800 bis 1100 Meter wesentlich reduziert. Ihre Stratigraphie zeigt folgenden Aufbau (vom Hangenden zum Liegenden):
- Bleicherhorn-Formation
- Zementmergel
- Obere Bunte Mergel
- Reiselsberg-Formation (Reiselsberger Sandstein)
- Untere Bunte Mergel
- Rehbreingraben-Formation (Flysch-Gault)
- Tristel-Formation (Tristel-Schichten)[1]

Die auf etwas mehr als 20 Meter eingeschätzten Tristel-Schichten sind ein Kalkturbidit, der im Barremium und Aptium abgelagert wurde. Sie enthalten reichlich Flachwasser-Bioklastika (mit Echinodermenresten), die von einem Karbonatschelf stammen. Ungewöhnlich sind rasch auskeilende, in die Schichtenfolge eingeschaltete Konglomeratbänke. Sie bestehen meist zu etwa 50 Prozent aus hellen, Zentimeter- bis selten Faust-großen Karbonatkomponenten. Bemerkenswert sind Kristallinfragmente wie Granit, Gneis und diabasartige Ergußgesteine. Die nicht mehr als 50 Meter mächtige, siliziklastische Rehbreingraben-Formation (auch als Flysch-Gault bezeichnet) stammt aus dem Aptium/Albium. Sie indiziert ein Umschwingen der Sedimentation von tropischen Schelfbedingungen hin zu intensiver subtropischer Verwitterung, die jetzt die Schelfplattform angriff, nachdem diese zumindest einen Teil ihrer schützenden karbonatischen Bedeckung verloren hatte. Die Formation ist in Ruhpolding als schwarze Schiefertone und dunkle, manchmal kieselig gebundene Glaukonitpsammite ausgebildet. Bemerkenswert sind ihre gelegentlichen Erdölspuren. Die folgenden Unteren Bunten Mergel des Albiums/Cenomaniums erreichen etwa 20 Meter Mächtigkeit. In ihnen wechsellagern grüne, graue und meist karminrote Tonmergel und Kalkmergel mit dünnen (maximal 40 Zentimeter mächtigen) Siltsteinbänkchen und glaukonitreichen Sandkalken, deren Bankunterseiten oft mit den für bunte Folgen im Flysch typischen Tüpfelspuren übersät sind. Der nicht mehr als 50 Meter mächtige Reiselsberger Sandstein aus dem Cenoman/Turonium geht aus den liegenden Unteren Bunten Mergeln durch Zwischenschaltung von bis zu mehreren Metern dicken mürben Sandsteinbänken hervor, die rasch die pelitischen Zwischenlagen bis auf zentimeterdünne Lagen zurückdrängen. Es handelt sich um glimmerreiche Sandsteine, die mineralogisch und in ihrem Gefüge recht unreif sind – im Gegensatz zur Rehbreingraben-Formation, bei der es sich um Quartzarenite des ersten Zyklus handeln dürfte. Das Sediment hatte wahrscheinlich eine weit südlich gelegene Quelle. Die Obergrenze des Sandsteins zu den Oberen Bunten Mergeln ist recht abrupt. Die Oberen Bunten Mergel des Coniaciums werden nur 10 Meter mächtig und stellen eine Wechsellagerung aus roten Tonmergeln und dünnbankigen Ton- und Kalkmergel (Piesenkopf-Schichten – feinkörniger, distaler Kalkturbidit) dar. Die Zementmergel-Serie des Santoniums und Campaniums wird etwas mehr als 200 Meter mächtig und ist ebenfalls aus einem Kalkturbidit hervorgegangen, bei dem jedoch die abschließende Tonfraktion fast 50 Prozent des Sediments stellt. Die zirka 20 Meter mächtige Bleicherhorn-Serie schließlich datiert ins Maastrichtium. Die vorwiegend sandige Serie ist im Gegensatz zum Reiselsberger Sandstein heterogener zusammengesetzt: Sandkalke, Feinbrekzien, Kalkmergel und auch helle Kalkpelite trennen die oft meterdicken mürben Sandsteinbänke voneinander.

### Kalkalpine Zone

#### Allgäu-Decke

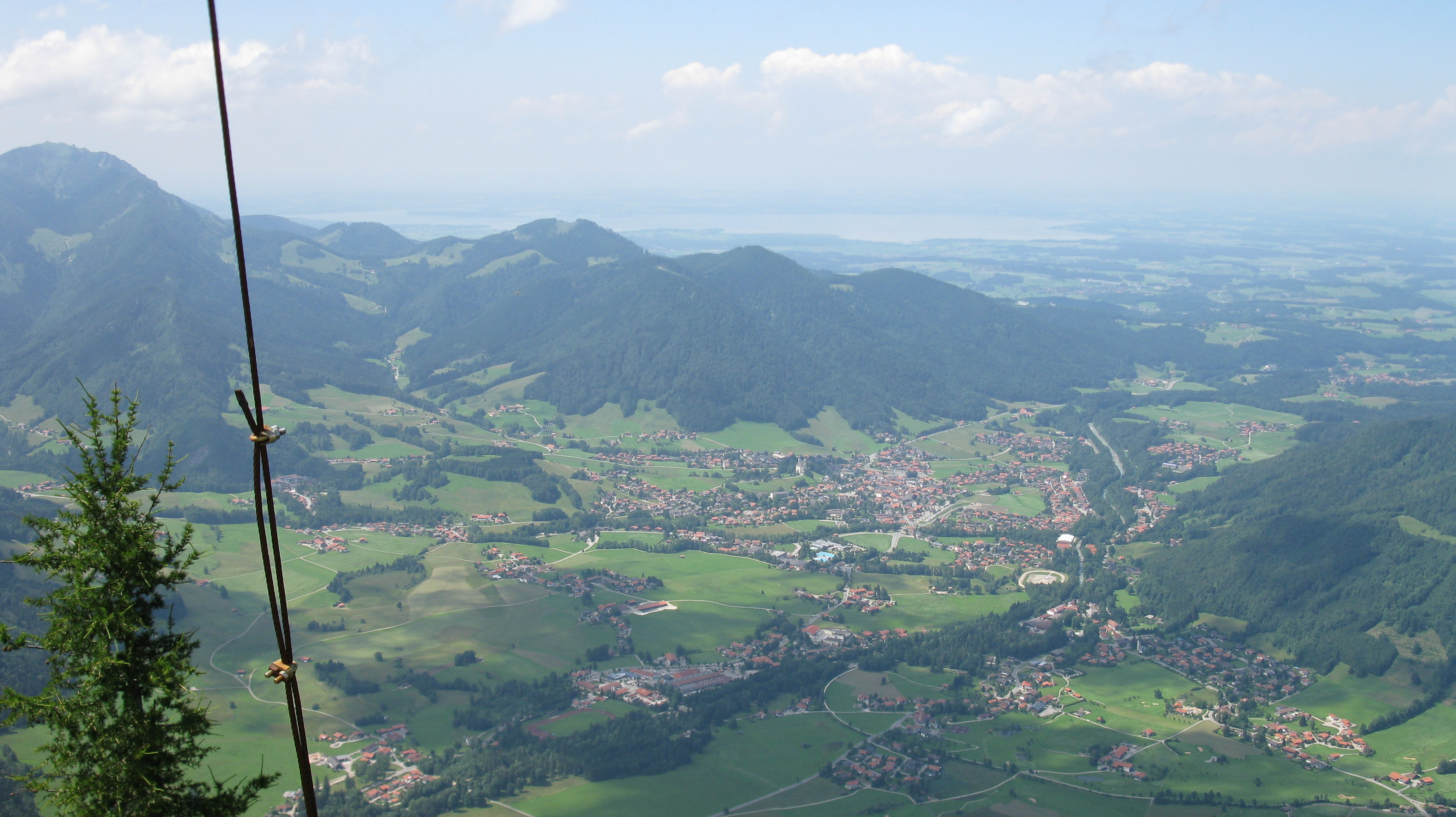
Blick vom Rauschberg über den Talkessel von Ruhpolding nach Nordwesten zum Chiemsee. Das Seil links markiert die Stirnfront der Lechtal-Decke am Aufschwung des Hochfellns. Davor liegen die sanfteren Gipfel der Allgäu-Decke mit Westerberg, Haargaßberg, Neustadler Berg und dahinter Scheichenberg.

Die Allgäu-Decke folgt im Südwesten der Flyschzone, die sie in nordöstlicher Richtung überschiebt. Quer zum Streichen wird sie maximal 4 Kilometer breit. Ihre Südbegrenzung wird von der sie überfahrenden Lechtal-Decke gebildet. Die Lechtal-Überschiebung streicht in Ostnordost-Richtung 1 Kilometer nördlich an Eschelmoos vorbei, umrundet die Nordflanke des Hochfellns (1674 m) in der Hochfelln-Stirnschuppe und zieht dann – nach einer bedeutenden Richtungsänderung nach Südost – bis an die Urschlauer Achen. Hier verschwindet sie unter quartären Schottern des Ruhpoldinger Talkessels, um dann weiter im Osten zu Füßen des Rauschbergs (1671 m) von der Staufen-Höllengebirgs-Decke überfahren zu werden. Intern ist die Allgäu-Decke sehr stark verformt. So zeigt sie in ihrem Nordflügel noch vor Erreichen der Deckenstirn bis zu 7 aufeinanderfolgende Aufschuppungen, darunter die Rabenstein-Schuppe. Ihr Südflügel besteht aus drei Sattel/Muldenpaaren, erwähnenswert hierunter die Steinbach-Mulde entlang des Oberlaufs des gleichnamigen Steinbachs westlich vom Ortskern.

#### Lechtal-Decke
Die Lechtal-Decke wird quer zum Streichen maximal 8 Kilometer breit. Der Verlauf ihrer Nordüberschiebung auf die Allgäu-Decke ist oben skizziert worden. In ihrer Nordhälfte wird sie von größeren Mulden- und Sattelzügen charakterisiert, darunter die Hochfelln-Mulde mit dem Eschelmoos-Sattel, die Nesselauer Mulde mit dem Bischofsfelln-Sattel und die Haaralm-Mulde. Alle diese Züge zeigen ein Eindrehen im Streichen von der Ost-West-Richtung im Westen in die Südost-Richtung hin zum Talkessel. Die Südhälfte wird von der Eisenberg-Schuppe geprägt, die im Osten bis an die Weiße Traun heranreicht. Diese Schuppe wird von der lang aushaltenden Oberwössener-Mulde dominiert, welche aber im Osten in die Ostnordost-Richtung umschwenkt. Mit Herannahen der ebenfalls Ostnordost verlaufenden Staufen-Höllengebirgs-Decke im Süden verkomplizieren sich die tektonischen Gegebenheiten. So erscheinen jetzt mehrere kleinere Schuppen innerhalb der Eisenberg-Schuppe sowie sehr eng stehende Faltenzüge mit beispielsweise der Sulzgrabenkopf-Mulde und der Hörndlalm-Mulde.

#### Staufen-Höllengebirgs-Decke

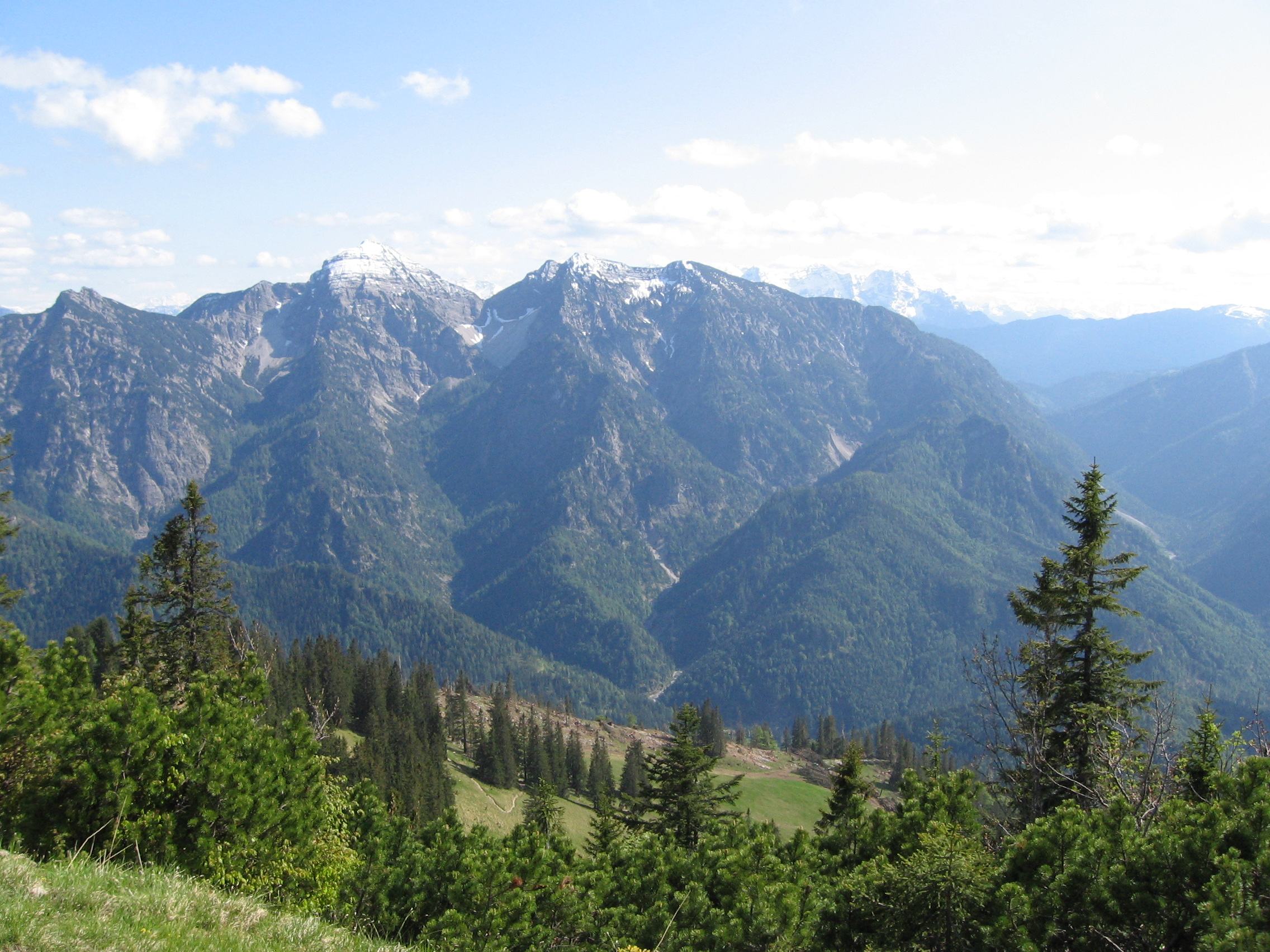
Das zur Staufen-Höllengebirgs-Decke gehörende Sonntagshorn, gesehen von der Deckenstirn des Rauschbergs im Norden.

Die generell Ostnordost-streichende Staufen-Höllengebirgs-Decke des Tirolikums überschiebt im Südabschnitt die Lechtal-Decke schräg nach Nordnordwesten. Dasselbe Schicksal ereilt dann ab dem Taubensee zu Füßen des Rauschbergs die Allgäu-Decke. Die aus massivem  Wettersteinkalk aufgebaute Deckenstirn beginnt an der Hochscharten im Südwesten, zieht dann an der Nordseite der Hörndlwand (1684 m) vorbei zu den Geschöß-Wänden südlich des Unternbergs (1425 m), um bei Laubau die Seetraun zu erreichen. Die Stirnfront wird in der Talung von quartären Lockersedimenten maskiert. Sie setzt sich anschließend am Rauschberg fort und streicht zum Zwingsee der Nachbargemeinde Inzell.
Aufgrund ihrer kompetenten Plattformkarbonate reagiert die Staufen-Höllengebirgs-Decke tektonisch wesentlich starrer und rigider als die anderen Decken. Sie ist daher weit weniger verfaltet und verschuppt und fällt durchgehend plattenartig flach in Südrichtung ein. Dennoch hat auch sie am Stirnrand eine größere Schuppe ausgebildet – die Hochscharten-Hörndlwand-Schuppe. Hinter dieser Schuppe folgen dann die Ostertal-Mulde und der Hochkienberg-Sattel. Diese beiden zuletzt genannten Strukturen setzen sich nach Osten bis in das Gebiet des Schwarzachens fort. Der höchste Berg Ruhpoldings, das 1961 Meter hohe Sonntagshorn gehört der Staufen-Höllengebirgs-Decke an und baut sich an seiner Basis aus Hauptdolomit auf, der in der Gipfelpyramide von Plattenkalk überlagert wird.

## Stratigraphie des Kalkalpins
Die Kalkalpine Zone baut sich stratigraphisch wie folgt auf (vom Hangenden zum Liegenden):
- Unterturon
- Cenomanium bzw. Branderfleck-Formation
- Apt-Alb
- Neokom-Aptychenschichten
- Aptychenschichten
- Ruhpoldinger Marmor (Roter Knollenflaserkalk)
- Ruhpolding-Formation (Radiolarit)
- Roter Crinoidenspatkalk
- Kieselkalk (Dogger)
- Allgäuschichten
- Kieselkalk (Lias)
- Hierlatzkalk (Roter Kalk)
- Oberrhätkalk (Riff- und Riffschuttkalk)

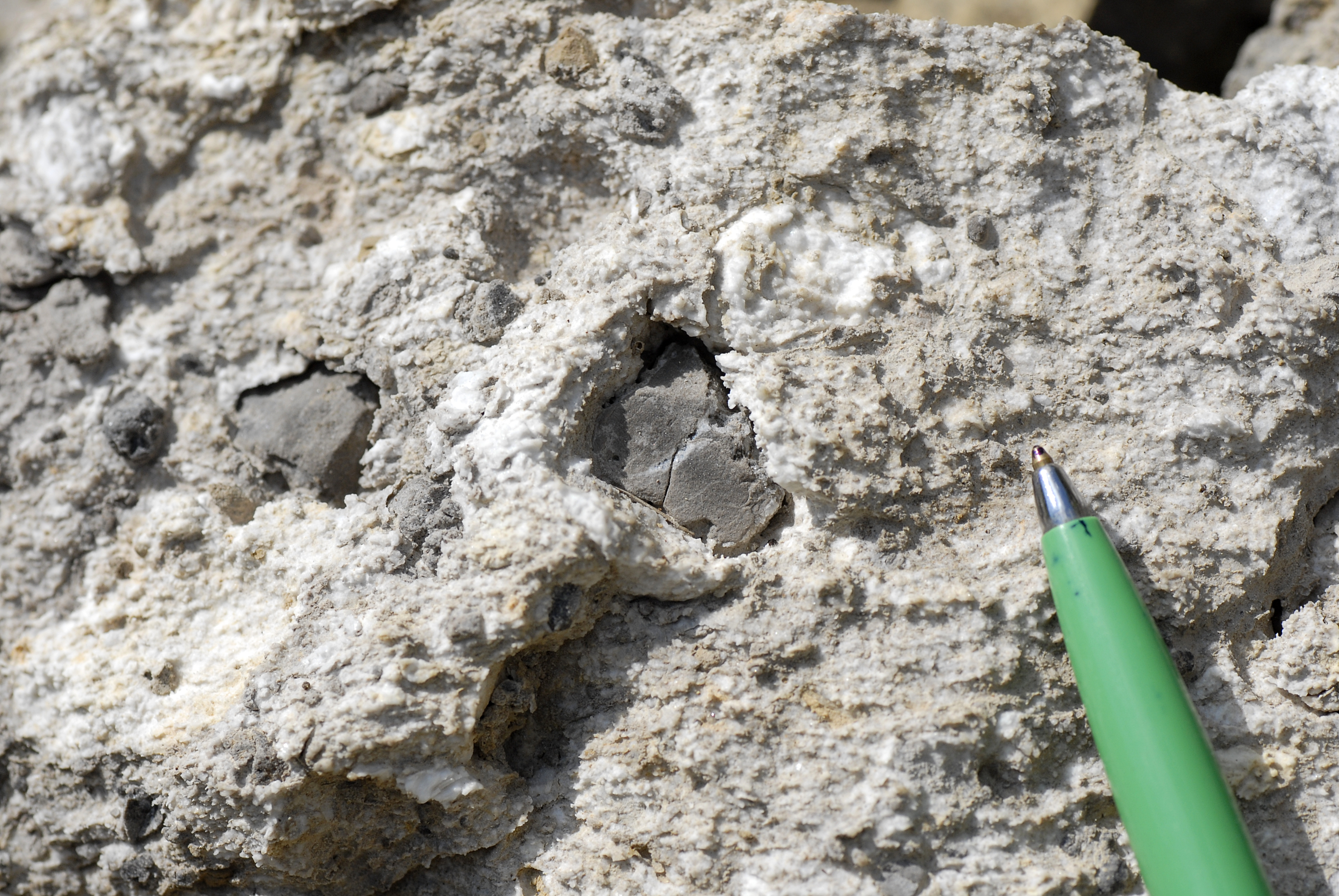
Gipshaltige Reichenhaller Brekzie aus dem Halltal in Tirol

- Kössen-Formation
- Hauptdolomit und Plattenkalk
- Raibler Schichten
- Wettersteinkalk
- Reichenhall-Formation

### Trias
Während der Trias waren die Sedimente der oberostalpinen Decken unter subtropischen Bedingungen auf dem zur Neotethys überleitenden südöstlichen Kontinentalrand Eurasiens abgelagert worden. So befand sich die Gemeinde Ruhpolding in der Obertrias auf rund 27° Nördlicher Breite und gehörte zur Kössen-Fazies, die sich im Norium durch die gewaltige Entwicklung der Hauptdolomit-Plattform (Hauptdolomit-Fazies) auszeichnete. Der Kontinentalrand war von passiver Natur, so dass aktive Tektonik eine nur untergeordnete Rolle spielte und die sedimentäre Abfolge primär von eustatischen Meeresspiegelschwankungen beherrscht wurde. Der Schelf wurde bis zu Beginn der Mitteltrias noch von klastisch-evaporitischen Fazies bestimmt, die dann in Mittel- (unter Entwicklung des beeindruckenden Wettersteinkalks) und Obertrias einer bedeutenden Karbonatfällung mit nur untergeordneten siliziklastischen Einschaltungen wich (Wettersteinkalk und Hauptdolomit stellen zusammen knapp 2.000 Meter an Sedimenten). Die Karbonatplattform ertrank dann allmählich gegen Ende der Trias und verwandelte sich zu Beginn des Unterjuras in eine abgetauchte, leicht gekippte untermeerische Plateaufläche, die nahezu vollkommen eingeebnet war und von starken Meeresströmungen durchzogen wurde. Somit hatten sich auf dem Schelf überall pelagische Bedingungen eingestellt. Es wird vermutet, dass das Massensterben an der Trias-Jura-Grenze möglicherweise mit der Drosselung der Carbonatproduktion in Verbindung stand und sehr wahrscheinlich sogar ihre Ursache darstellte. Aufgrund von Sedimentmangel konnte das rhätische Untermeeresrelief mehrere Millionen Jahre nicht zugedeckt werden. Bisher gibt es keine Beweise für eine aktive unterliassische Tektonik, weswegen anzunehmen ist, dass das langsame Ertrinken ohne Dehnungsbewegungen erfolgte.
Die Reichenhaller Schichten des Anisiums sind die älteste aufgeschlossene Formation in der Gemeinde Ruhpolding. Sie finden sich tektonisch eingezwängt entlang der Deckenstirn der Staufen-Höllengebirgs-Decke im Süden. An ihrer Basis liegt Rauhwacke, gefolgt von schwarzem, bituminösen  Bankkalk und Dolomit. Da die Rauhwacke als polymikte tektonische Brekzie vorliegt und auch der Dolomit brekziiert sein kann, ist eine Mächtigkeitsangabe schwierig, diese dürfte sich aber zwischen 50 und 100 Meter bewegen. Die kavernöse Rauhwacke ist insofern interessant, da sie Gipsbruchstücke, Werfener Schichten, dunklen Kalk, zuckerförmigen Dolomit, grünen Chloritsandstein und Chloritschiefer enthält. Sie hat somit gleichzeitig zeriebene Anteile des Liegenden und Hangenden inkorporiert und dürfte den primären Gleitteppich der Staufen-Höllengebirgs-Decke darstellen.

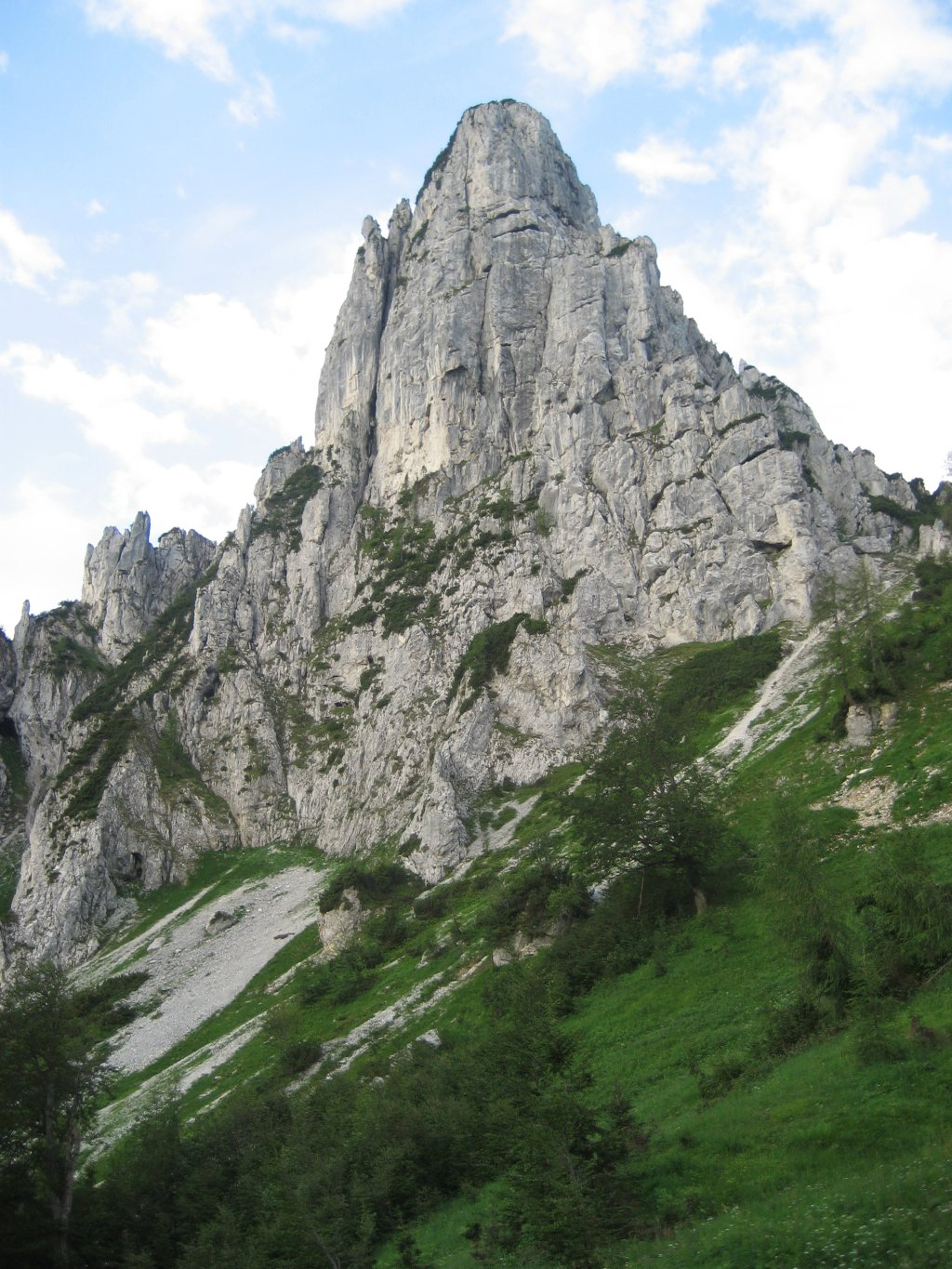
Die aus Wettersteinkalk aufgebaute Hörndlwand bildet die Deckenstirn der Staufen-Höllengebirgs-Decke

Der 700 bis 770 Meter mächtige Wettersteinkalk des Ladiniums – ein überwiegend kompakter Riffkalk – bildet die Deckenstirn der Staufen-Höllengebirgs-Decke. Aus ihm bestehen die Hörndlwand, der Seekopf (1173 m), die Geschößwände und der Rauschberg. Er kann in drei Abschnitte gegliedert werden: einen nur geringmächtigen (zirka 20 Meter), aber gut geschichteten Unteren Wettersteinkalk, der mehrere dunkle Dolomitlagen sowie die so genannten Großoolithen enthält, den massigen Mittleren Wettersteinkalk – ein reiner hellgrauer Kalk mit 99 % CaCO3 – und den gut gebankten Oberen Wettersteinkalk. Letzterer erreicht eine Mächtigkeit von 70 bis 100 Meter und baut sich aus 2 bis 5 Meter dicken Bänken auf, die durch eingeschaltete dünngebänderte dolomitisierte Lagen voneinander getrennt werden. Die obersten beiden Meter bilden Rhythmite mit Kalk-Dolomit-Wechsellagerung. Diese Feinrhythmite gehören einer Sonderfazies an, die am Rauschberg die letzten 30 Meter des Wettersteinkalks stellt. Sie gehen zusammen mit ihren Resedimenten im Streichen in massigere, Ooide enthaltende Kalkbänke über, die auch im Profil immer wieder zwischen und über ihnen auftreten. Im Gelände eindeutig beherrschend ist jedoch der bis zu 650 Meter mächtig werdende Mittlere Wettersteinkalk.
Für den gesamten Wettersteinkalk typisch ist seine Verkarstung, die sich in einer Vielzahl von Karsthohlformen kundtut. An Fossilien kann der Wettersteinkalk Kalkalgen (Wirtelalge Diplopora), Kalkschwämme (Tubiphytes), Sclerospongiae, Korallen, Foraminiferen, Stromatolithen und Schalentrümmerreste von Schnecken und Muscheln (Daonellen) enthalten. Die Riffe entstanden im Nordwesten des damaligen Tethysraums am südöstlichen Schelfrand Eurasiens.

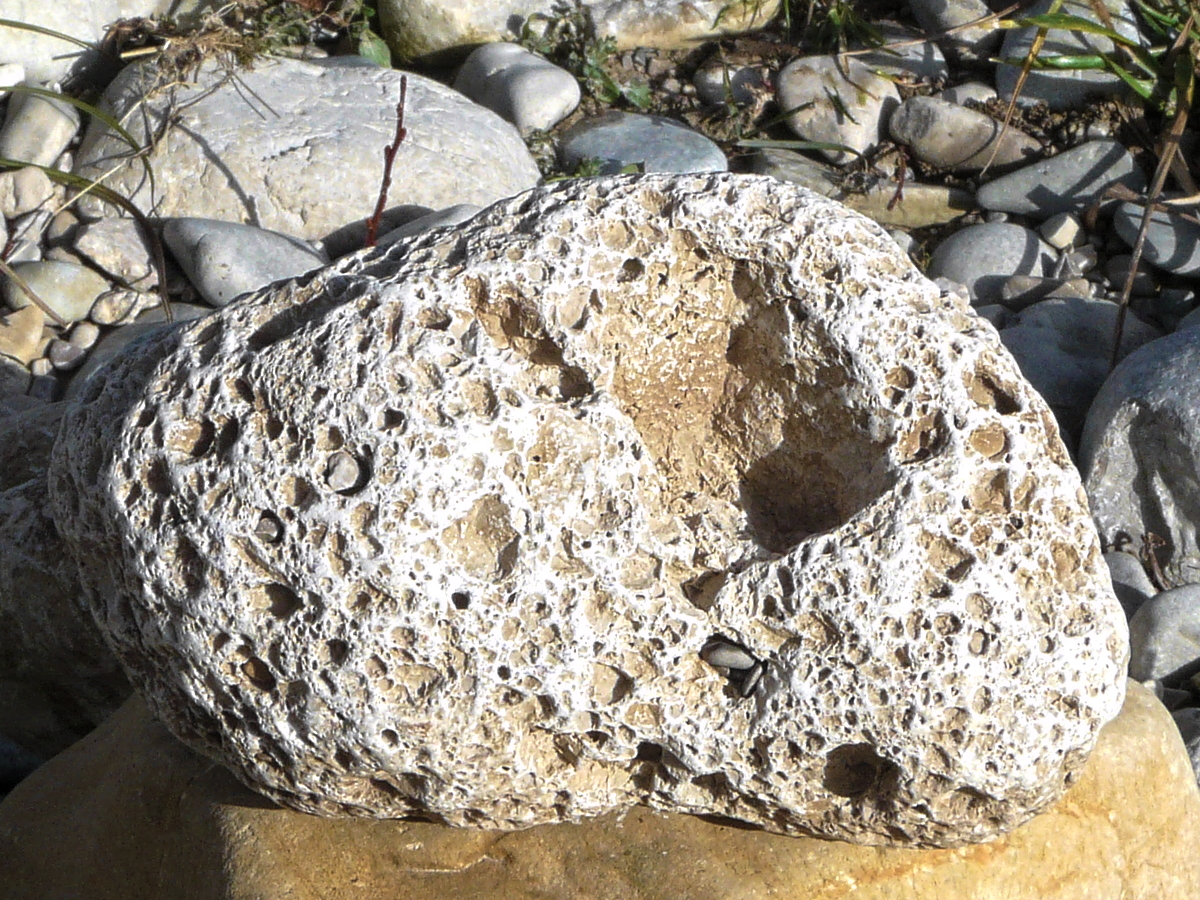
Raibler Rauhwacke, Geröllfundstück aus der Weißen Traun

Die den Wettersteinkalk überlagernden Raibler Schichten des Mittleren und Oberen Karniums treten vorrangig in der Staufen-Höllengebirgs-Decke auf, in der sie im Durchschnitt 140 bis 190 Meter mächtig werden (ihre Mächtigkeit schwillt jedoch im Rauschberggebiet bis auf 300 Meter an). Sie finden sich als nördlicher Zug am Hochkienbergstock bis nördlich von Seehaus, ein zweiter südlicher Zug streicht sodann von der Südostflanke des Seekopfs über den Zirmbergrücken (1105 m) bis östlich der Fuchswiese und weiter auf die Südabdachung des Rauschbergs. Unterscheiden lassen sich vier verschiedene Fazies – Raibler Sandstein, Raibler Kalke, Raibler Dolomite und Raibler Rauhwacken. Die Raibler Schichten sind im Rauschberg- und benachbarten Staufengebiet durch die dreifache Wiederholung von jeweils einer liegenden Schieferton-Folge und einer hangenden Kalk-Dolomit-Folge gekennzeichnet. Im Hangenden schließen sie mit Rauhwacken.
Im Normalprofil folgen über den dunkelgrauen pyritreichen Grenzoolithbänken mit Sphaerocodium bornemanni des obersten Wettersteinkalks konkordant schwarzgraue kalkfreie sandige Schiefertone. Diese  Untere Schieferton-Folge ist zwischen 15 und 25 Meter mächtig. Sie bedingt eine charakteristische Geländedepression zwischen Wettersteinkalk und den Raibler Kalken und Dolomiten. An geeigneten Stellen wirkt sie als Wasserstauer. Hierauf folgen die 40 bis 60 Meter mächtige Untere Kalk-Dolomit-Folge, die 12 Meter mächtige Mittlere Schieferton-Folge, die rund 30 Meter mächtige Mittlere Kalk-Dolomit-Folge, die rund 13 Meter mächtige Obere Schieferton-Folge und die 30 bis 50 Meter mächtige Obere Kalk-Dolomit-Folge. Zum Hangenden überwiegen Dolomitbänke, die bereits dem Hauptdolomit ähneln. Am Zirmbergrücken ist abschließend Rauhwacke vorhanden.
Die Raibler-Schichten treten aber auch in den beiden anderen kalkalpinen Decken auf, so erscheinen sie in der Lechtal-Decke assoziiert mit Wettersteinkalk entlang des Kaumgrabens südwestlich vom Hochfelln. In der Allgäu-Decke bilden sie zwei langgezogene Bänder und markieren die Stirn der Haargaß-Schuppe sowie eine etwas weiter südlich gelegene deckeninterne Überschiebung zwischen Neustadler Berg und Haargaßberg. Auffallenderweise treten nur Raibler Rauhwacken an diesen Überschiebungen auf. Die Rauhwacke ist häufig deutlich brekziös mit eckigen Komponenten von hellem Dolomit. Als Bindemittel kann auch Gips auftreten, der früher an der Kaum-Alpe abgebaut wurde. Wahrscheinlich war die Rauhwacke ursprünglich ein evaporitisches Anhydrit-Dolomit-Gestein, deren Anhydrit sich unter Wasserzufuhr dann zu Gips umwandelte.
Von allen vorhandenen Gesteinen nimmt der Hauptdolomit des Noriums die größte Oberflächenverbreitung ein. Er tritt in allen drei kalkalpinen Decken auf und nimmt generell von Norden nach Süden an Mächtigkeit zu: von rund 200 Meter am Nordrand auf über 1000 Meter im Süden. Eine scharfe lithologische Grenze zwischen Raibler Schichten und Hauptdolomit existiert nicht. Wenn die Grenz-Rauhwacke fehlt, ist die Abtrennung subjektiv. Der Hauptdolomit bildet die rauen schrofigen Nordwände von Hochgern (1748 m), Hochfelln, Mansuhrfarn (1513 m), Rehwaldkopf (1395 m), Urschlauer Wand, Eisenberg (1490 m) und vor allem den Unterbau des Sonntagshorn-Massivs, der Reifelberge (1883 m) und des Dürrnbachhorns (1776 m).
Insgesamt stellt der Hauptdolomit eine recht abwechslungsarme Formation dar. An seiner Basis zeigt er dünnbankigen Bänderdolomit und Bitumendolomit, in seinem mittleren und oberen Abschnitt die typischen, 10 bis 100 Zentimeter mächtigen Hauptdolomitbänke von hellgrauer bis bräunlicher Farbe. Die Bänke weisen charakteristische Zerfallserscheinungen auf – es bilden sich schief-prismatische bis würfelige Stücke. Der Hauptdolomit ist ferner für seine starke interne Zertrümmerung bekannt, die sich bis ins Kleingefüge erstreckt (Kataklasis und beginnende Mylonitisierung) und insbesondere die Formationsbasis angegriffen hat. Gelegentlich treten auch vereinzelte Rauhwackenbänke auf. Auffallend sind seltene, bis 30 Zentimeter starke Lagen von festen grünen oder roten Schiefertonen, die meist aber nur kurz aushalten. Sie führen eine arme Mikrofauna aus Schwammnadeln, Skelettelementen von Ophiuren, Ostrakoden, Selachier-Zähnchen und in einem Fall auch Radiolarien, im Rückstand Pyrit, Limonit und helle Quarzsplitter. Der oberste Hauptdolomit ist durch Einschaltung von Kalkbänken gekennzeichnet. Bemerkenswert ist nördlich der Röthelmoos-Alpe ein bis 40 Meter mächtiger rötlicher Dolomit.

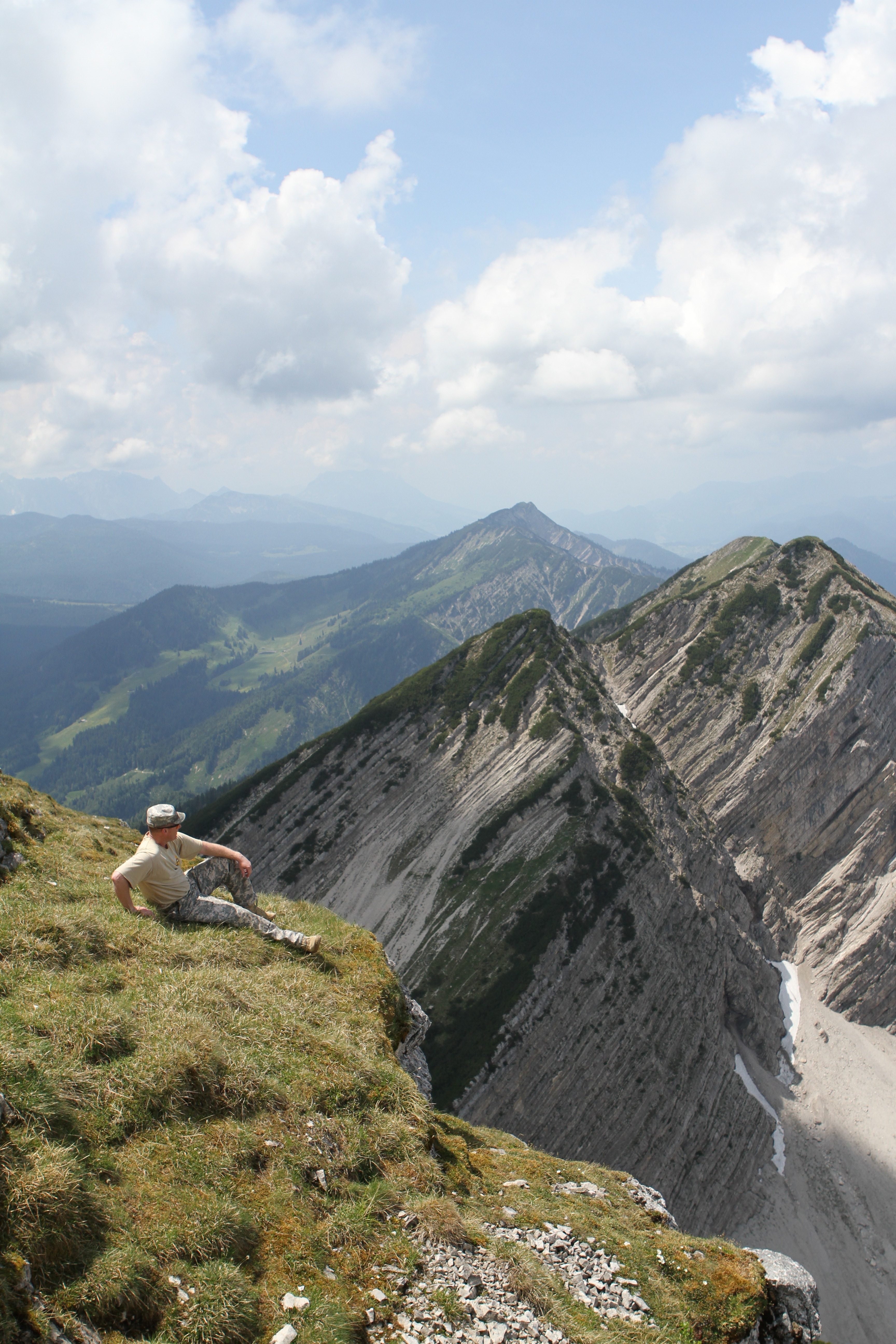
Blick vom Gipfel des Sonntagshorns nach Westen zum Vorderlahnerkopf, Reifelberg und Dürrnbachhorn im Hintergrund. Die Gipfelbereiche bestehen aus Plattenkalk, die Basis der Gipfelaufbauten aus Hauptdolomit.

Der Übergang zum resistenteren Plattenkalk des Oberen Noriums erfolgt zwar immer mit einer deutlichen Geländestufe, ist aber dennoch unscharf. Der meist dünnbankige, hellbraune bis hellgraue Kalk verwittert bräunlich-gelb und auch weißgrau. Er ist häufig von zahllosen Kalzitadern durchzogen, die schneller verwittern als das Gestein – was seine charakteristische runzelige Oberfläche bedingt. Der Plattenkalk tritt vorwiegend in der Staufen-Höllengebirgs-Decke auf, wird aber geringmächtiger ebenfalls in der Allgäu- und in der Lechtal-Decke angetroffen. Seine Mächtigkeit beträgt im Norden des Hochfellns maximal 25 Meter, am Nordflügel des südlichen Muldenzugs vom Rechenberg (1466 m) bis zum Unternberg rund 20 Meter, jedoch  zwischen Jochbergsattel und Grundbach-Alpe 60 bis 70 Meter. Sedimentationsraum des Plattenkalkes war eine Flachsee mit kräftig bewegtem Wasser. Hierauf deuten Muschelschalen- und Turmschneckenschill (mit Rissoa alpina) sowie seine onkolithische Mikrofazies. Intern kann der Plattenkalk einzelne Dolomitlagen vorweisen und gegen das Hangende wird er zusehends bituminös.
Die hangenden Kössener Schichten des Rhätiums sind relativ scharf gegenüber dem Plattenkalk abgegrenzt. Erstmals tritt jetzt eine deutliche horizontale Faziesverteilung auf. So erscheint in der Allgäu-Decke die Mergelfazies, die in der Lechtal-Decke aber nur auf die Formationsbasis beschränkt bleibt. Ansonst wird die Lechtal-Decke vor allem von der Riff- und Riffschuttkalkfazies – dem Oberrhätkalk – beherrscht.
Die wasserstauenden, zu Hangrutschungen neigenden Mergelgesteine sind meist nur im Bereich erosionsstarker Bäche oder an Straßenanschnitten gut aufgeschlossen. Die dunklen Mergel sind blättrig ausgebildet und wechsellagern mit fossilreichen, mit typischer brauner Rinde verwitternden dunklen Kalkbänken. Die Kössener Schichten können eine maximale Mächtigkeit von gut 100 Meter erreichen, so beispielsweise in der Mergelfazies der Allgäu-Decke auf der Südseite des Scheichenbergs (1243 m) und des Haargaßbergs (1210 m). Im Mittel- und Südabschnitt der Lechtal-Decke reduzieren sich die Mächtigkeiten auf 30 bis 50 Meter an der Haaralm und auf 15 bis 20 Meter am Rechenberg und am Rehwaldkopf. Am Hochfelln erreichen sie – tektonisch bedingt – nur noch 6 Meter. Eine Besonderheit innerhalb der Kössener Schichten stellen im oberen Drittel zwei Bänke mit ziegelroten Tonmergeln der Schattwalder Schichten dar. An Fossilien, gelegentlich pyritisiert,  sind zu erwähnen: verkieselte Korallen-Einzelstöcke der Bischofsfellnalm, Korallenstöcke von Thecosmilia clathrata in hellen, grobgebankten Kalken, manchmal von schwarzen Hornsteinknauern begleitet, Brachiopoden mit Rhaetina gregaria und Seeigel. Die Schattwalder Schichten führen eine Mikrofauna aus Radiolarien, Foraminiferen, Schwammnadeln, Ostrakoden, Crinoiden- und Ophiuren-Skelettelementen.

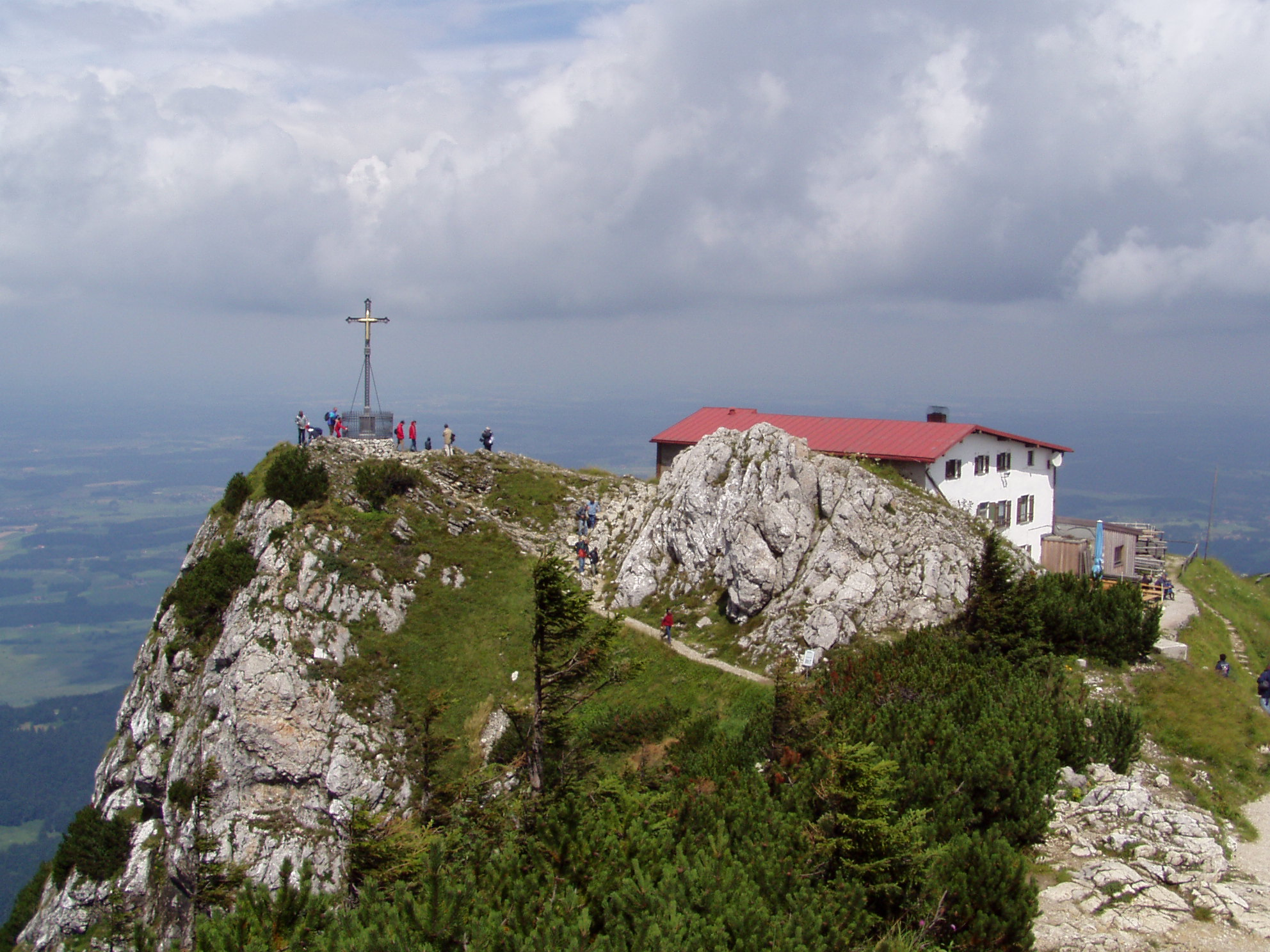
Gipfelkreuz des Hochfellns mit Hochfellnhaus. Das Kreuz steht auf dünnbankigen unterliassischen Hochfellnschichten, die ihrerseits dickbankigem Oberrhätkalk auflagern.

Der aus Riff- und Riffschuttkalk aufgebaute Oberrhätkalk beschränkt sich auf die Lechtal-Einheit. Der Übergang von den Brachiopoden und Korallen führenden Mergelkalken der Kössener Schichten erfolgt anhand eines 80 Zentimeter mächtigen Brekzienkalks. Darüber liegen dann hell gebankte Riffschuttkalke (Bankstärke von 15 Zentimeter bis 3 Meter), die von zahlreichen Querklüften blockartig zerlegt werden. Fossilien in den untersten Lagen sind Korallen, Brachiopoden und Muscheln sowie Meter-große, teilweise verkieselte Korallenstöcke (beispielsweise im Blockschutt an der Bischofsfelln-Alpe). In der hornsteinführenden Fazies des Riffschuttkalks am Hochfelln-Gipfel (den Hochfellnschichten aus dünngehankten Lias-Kieselkalken) fand bereits Carl Wilhelm von Gümbel unterliassische Fossilien (bestätigt durch den Fund von Arietites altofellensis), die in Nestern angereichert und verkieselt sind. Die Hochfellnschichten enthalten eine überaus reiche Schneckenfauna.

### Jura
Die sich bereits in der Obertrias ankündigende horizontale und vertikale Faziesdifferenzierung erreichte im Jura ihre höchste Entfaltung. Bedingt durch die im Unterjura einsetzende Dehnungstektonik wurde der recht homogene triassische Schelf gestreckt und es bildeten sich ab dem Pliensbachium bis zum frühen Toarcium Horst- (Schwellen) und Grabenstrukturen (Becken). So entstanden in ruhigen, tiefen Meeresteilen Grausedimente einer Beckenfazies, bestehend aus relativ mächtigen Kalken und Mergeln. In seichteren Meeresteilen wurden Rotsedimente einer Schwellenfazies abgelagert – relativ geringmächtige Kalke mit Kennzeichen starker Umlagerungsvorgänge (so kennzeichnen die Schwellenbereiche während des Toarciums und den größten Teil des Doggers über verhungernde Sedimentation mit Eisen-Mangan-Krustenbildung oder kompletter Sedimentationsstillstand. In den Gräben hingegen sammelten sich Tiefwassercarbonate und an den Schultern bildeten sich Verwerfungsbrekzien.) In den Übergangsbereichen der Becken und Schwellen sedimentierten Kieselsedimente wie beispielsweise hornsteinführende Kieselkalke. Gegen Ende des Calloviums und zu Beginn des Oxfordiums erfuhr das Sedimentationsgeschehen dann einen drastischen Wandel. Mit der Ruhpoldinger Wende wurden jetzt die Radiolarite der Ruhpolding-Formation abgelagert. Dieser Wandel betraf den gesamten westlichen Tethysbereich und spiegelt den Übergang zu reiner Kieselsedimentation innerhalb der Ruhpolding-Gruppe.
Jurasedimente treten in der Gemeinde Ruhpolding sowohl in der Allgäu- als auch in der Lechtal-Decke auf. Flächenmäßig am bedeutendsten in der Allgäu-Decke ist der Jurazug Zeller Berg (Wittelsbacher Höhe) – Ruhpolding Kirchberg – Westerberg (1076 m), Platte (1168 m) – Gschwendlmahd (1139 m), mit einem Abzweig zur Steinbergalm. In der Lechtal-Decke sind folgende Vorkommen zu erwähnen: einmal Taubensee, Auwald – Menkenberg (798 m), sodann der Haßlberg (1117 m) mit seinem bekannten Steinbruch, der Nesslauer Zug Richtung Gröhrkopf (1562 m) und Haaralmschneid (1595 m) und der große Zug Unternberg – Durlachkopf (1395 m) – Röthelmoos.
Die Entwicklung des Lias verläuft vom Hangenden zum Liegenden (etwas vereinfacht dargestellt) wie folgt:
- Fleckenmergel eingeschaltet in Fleckenkalk
- Mergel und Kieselkalk in Wechsellagerung
- Kieselkalk
- Rotkalke mit Hierlatzkalk (Echinodermenschuttkalk), Crinoidenkalk und Adnet-Formation (Knollenflaserkalk)

Der Hierlatzkalk – ein roter Crinoidenspatkalk und typisches Transgressionssediment – tritt in Ruhpolding nicht in der Allgäu-Decke auf, erscheint aber an der Merentaler Wand (1309 m) der Nachbargemeinden Bergen und Staudach-Egerndach. Der Hierlatzkalk ist ein Echinodermen-Schuttkalk des Hettangiums bis Beginn des Oberen Pliensbachiums mit einer variablen Mächtigkeit von 20 bis 50 Meter. Er findet sich im  Gemeindegebiet in der Lechtal-Decke beispielsweise am Bischofsstuhl (1516 m) östlich des Hochgerns oder am Eisenberg (1490 m). An der Zwölferspitz (1396 m) ist auch die Adneter Fazies entwickelt – als roter mergeliger Knollenkalk. Die Knollen enthalten teilweise Mangan in konzentrisch schaligen Lagen. Häufig sind Steinkerne von Ammoniten der Taxa Psiloceras und Vermiceras, deren Oberseiten durch die Auflösung während der Einbettung ins Sediment unkenntlich geworden sind. Der auflagernde Crinoidenkalk und auch der Kieselkalk des Lias (Toarcium) fehlen ebenfalls in der Allgäu-Decke, der Kieselkalk ist aber in der Lechtal-Decke vorhanden, mit Fundpunkten am Hochgern, am Bischofsstuhl, an der Hasenpoint (1587 m) und östlich der Mansurfahrn (1513 m). Erwähnt werden sollen in diesem Zusammenhang auch die etwa 8 Meter mächtigen Hochfellnschichten, bei denen es sich um dünngebankte Kieselkalke mit Hornsteinen und verkieselte Spatkalke handelt. Recht weit verbreitet sind  Fleckenmergel und Fleckenkalk des Oberen Sinemuriums bis Oberen Pliensbachiums. Fundpunkte sind insbesondere der Rabenstein (921 m), der Tiefenbach und der Wundergraben nordwestlich vom Ortskern sowie oberhalb von Brandl weiter östlich. Das Gestein wird im Dünnschliff von winzigen, 25 μ großen Kalksphären aus Coccolithophoriden aufgebaut. Der maximal 50 bis 70 Meter mächtige Fleckenmergel ist ein grünfleckiger, roter Kalkmergel, der zusammen mit hellgrauen Kalkgeröllen den hell- bis dunkelgrauen Fleckenkalken eingeschaltet ist.

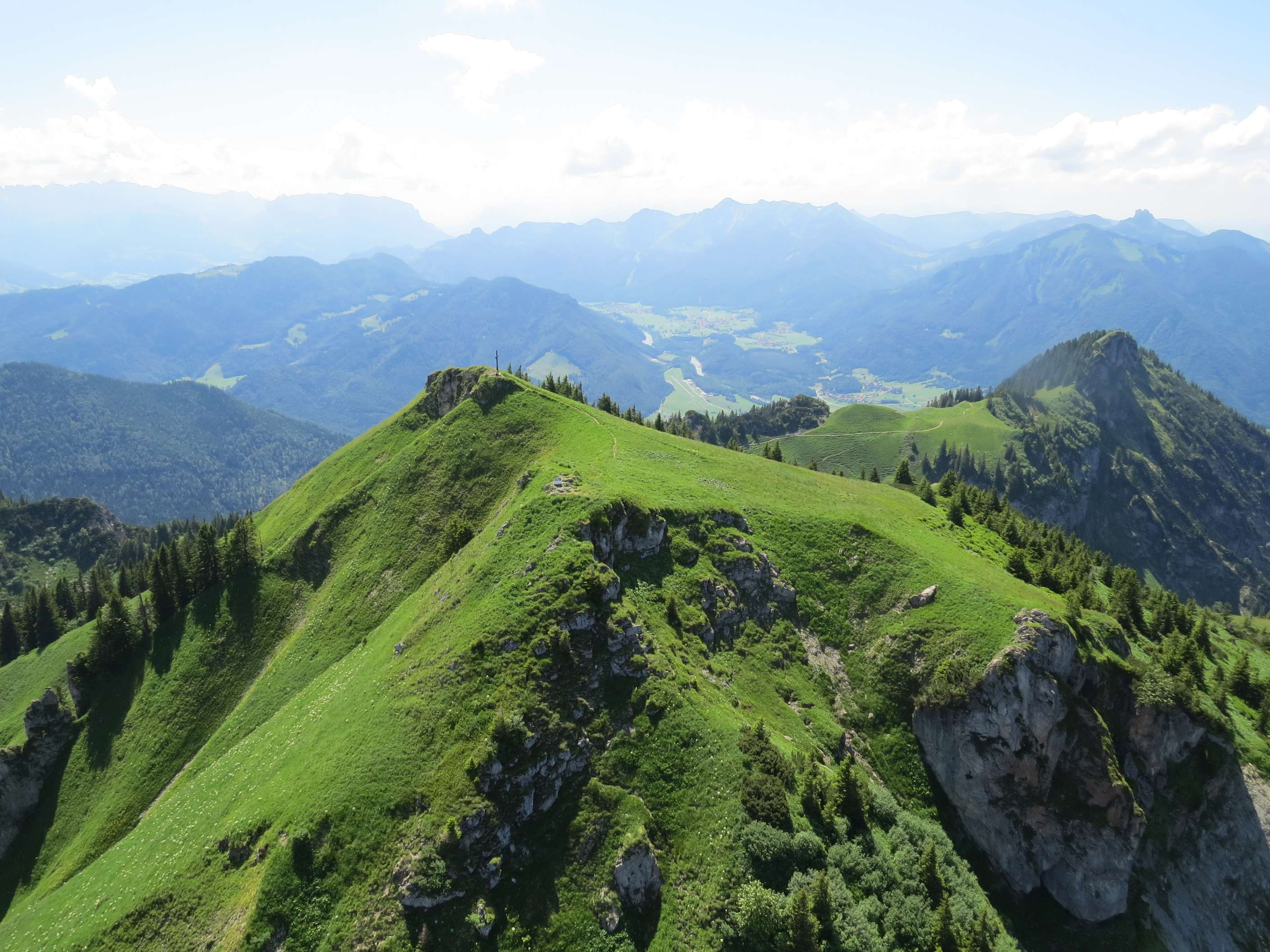
Der Hochgerngipfel (1648 m) wird aus Kieselkalk des Doggers aufgebaut

Der Dogger besteht im Wesentlichen aus dem Kieselkalk des Doggers im Liegenden (Bajocium) und dem Roten Crinoidenkalk im Hangenden (Callovium), die mittels einer dünnen Zwischenlage von Grauem Kalk und Hellgrauem Spatkalk voneinander getrennt werden. Er erscheint in der Allgäu-Decke im großen Muldenzug Ruhpolding Kirchberg – Westerberg, Platte – Gschwendlmahd, mit einem Abzweig zur Steinbergalm. Ferner bildet er in der Lechtal-Decke den Hochgerngipfel, den Gröhrkopf (1562 m), die Mulde der Haaralmschneid, den Zug Taubensee – Auwald – Menkenberg und den großen Zug Unternberg – Eisenberg – Durlachkopf – Röthelmoos. Der Kieselkalk erreicht 20 Meter an Mächtigkeit im Norden und 50 Meter im Süden. Es handelt sich um einen gut gebankten, mittelgrauen, in der Regel fleckenführenden Kalk mit schichtparallelen, hellen, honigfarbenen, selten dunklen Hornsteinlagen aus Chalcedon. Das Chalcedon wurde während der Diagenese unter metasomatischer Ersetzung des Kalks in Lagen oder Partien angereichert. Als Fossilien finden sich Schwammnadeln, Spumellarien und Stephanoceras plicatissimum. Der intermediäre Graue Kalk und der Hellgraue Spatkalk werden nur wenige Meter mächtig. Der Graue Kalk ist ein dichter, gelblich-grauer Kalkstein und enthält an Fossilien Muschelschalen von Posidonomya alpina, Spumellarien, Schwammrhaxen und Echinodermenschutt. Der Hellgraue Spatkalk besteht fast vollständig aus Crinoidenstielgliedern von Pentacrinus subangularis. Der den Dogger abschließende, 5 bis 10 Meter mächtige Rote Crinoidenkalk ist ein organischer Schuttkalk, der stellenweise eine reiche Brachiopodenfauna führt (Taxa Terebratula und Rhynchonella) und fast ausschließlich aus Stiel- und Armgliedern von Crinoiden des Taxons Pentacrinus aufgebaut wird. Das Bindemittel der einzelnen Spatstücke ist fleischfarbenes oder braunrotes mergelig-kalkiges Material.

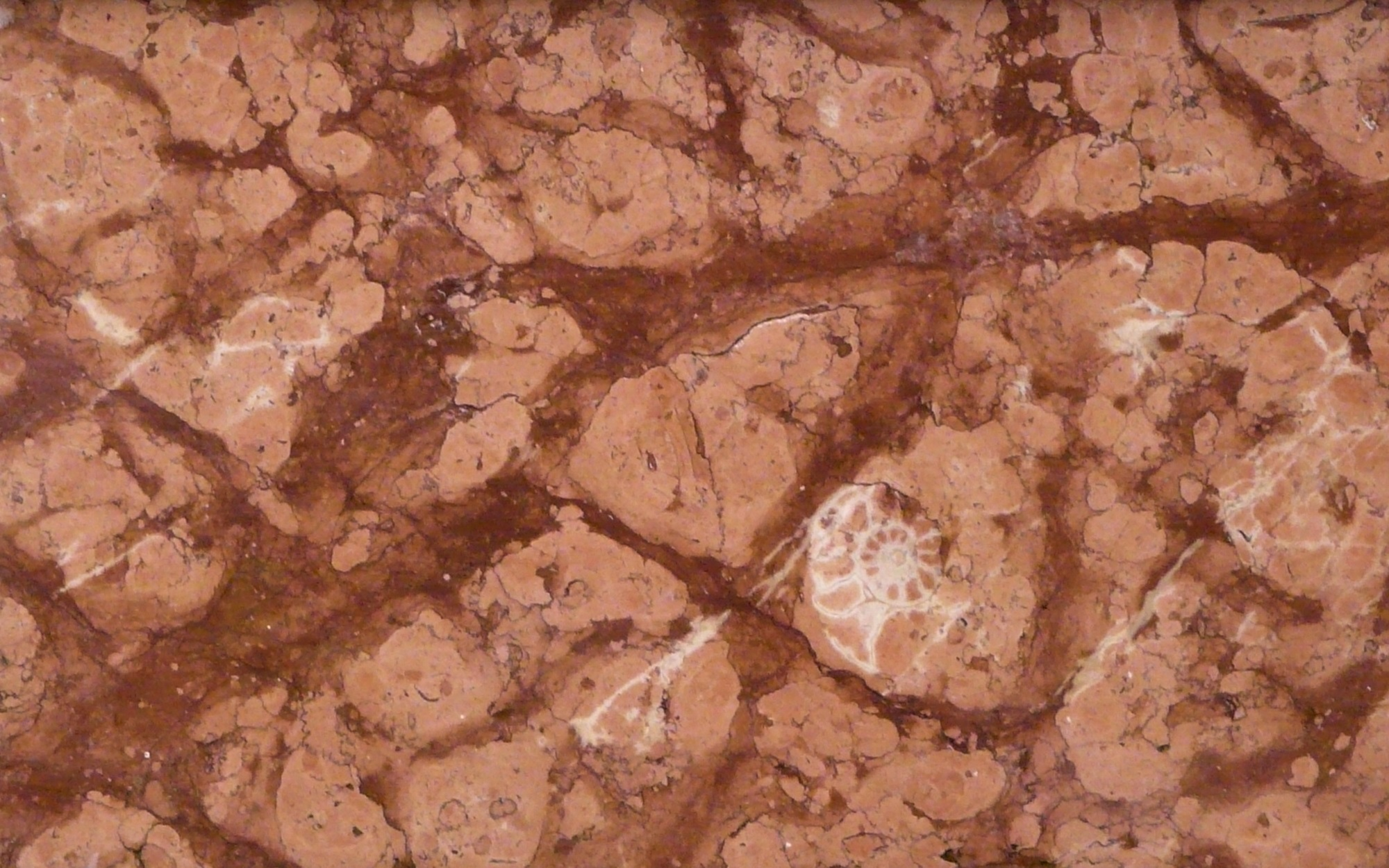
Platte aus Knollenflaserkalk des Malms mit Ammonitensektion

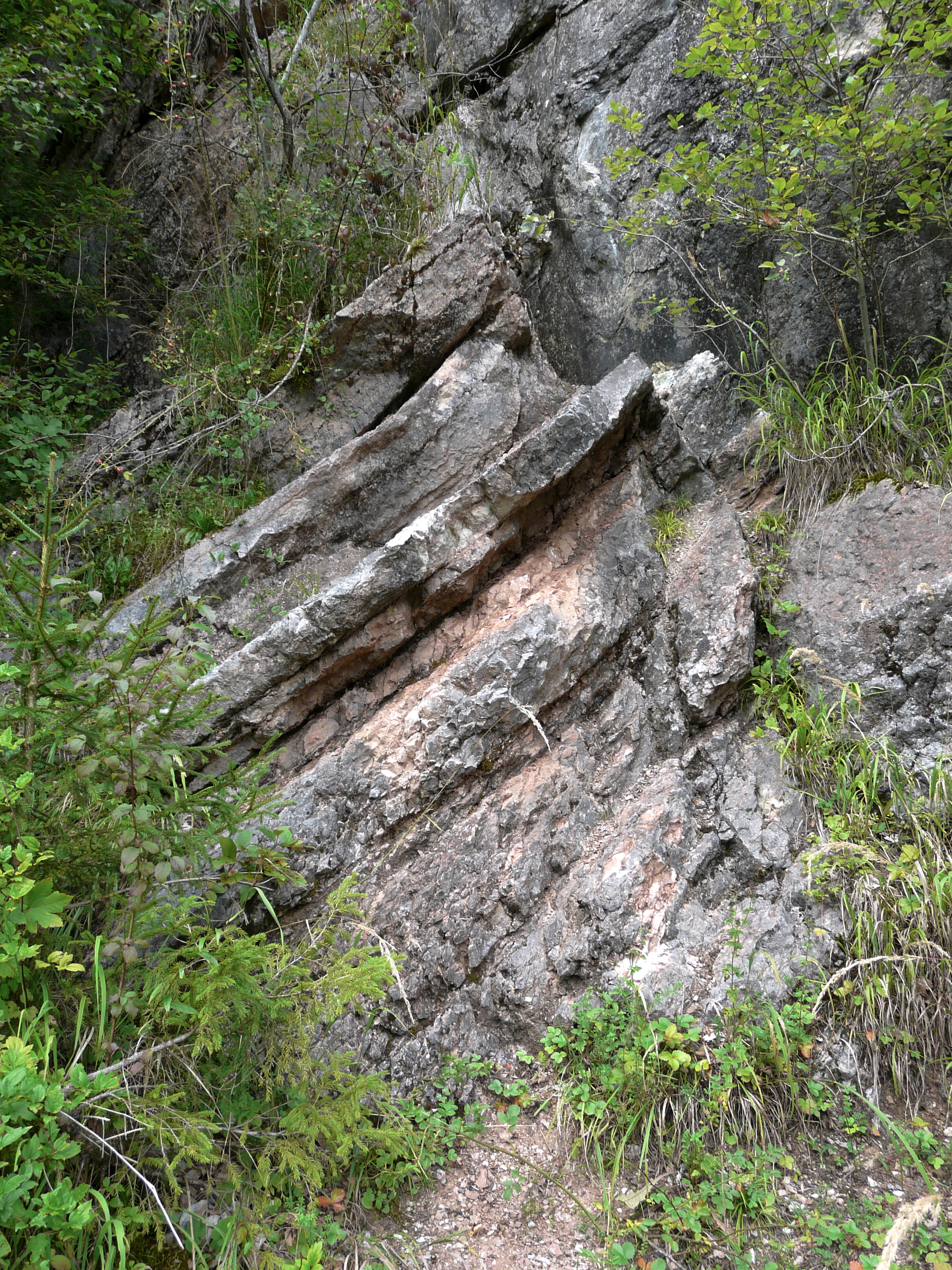
Ruhpoldinger Marmor (Knollenflaserkalk) vom Steinbruch Haßlberg

Der Beginn des Malms (Oxfordium) wird durch die Ruhpoldinger Wende gekennzeichnet – einem drastischen Wechsel der Sedimentationsbedingungen verknüpft mit einer bedeutenden Vertiefung des Akkumulationsraumes. Abgelagert wurden jetzt die Radiolarite der Ruhpolding-Formation, deren Typlokalität sich bei Röthelmoos befindet. Der Radiolarit tritt in Muldenzügen an der Basis der Gesteinsfolge des Malms auf. Er stellt eine nur maximal 6 Meter mächtige Serie dar. Die gut gebankten, braunroten Beckensedimente zeigen im Inneren schichtparallele, rote Lagen aus reiner Kieselsäure, während die teils violetten, teils schlierig-hellgrauen Randpartien vorwiegend kalkig entwickelt sind. Sehr zahlreich sind kalkspatverheilte Klüfte, die infolge der Sprödheit des Radiolarits unter tektonischer Beanspruchung entstanden sind. Die dünnen, rötlichen Mergelzwischenlagen, die die einzelnen Radiolaritbänke voneinander trennen, lieferten in mehreren Schlämmrückständen reiche Radiolarienfaunen (Spumellarien und Nasselarien). Die Formation reicht im Hangenden bis ins tiefere Kimmeridgium und als Ruhpolding-Gruppe im Liegenden bis ins Callovium. Im Hangenden kann über submarinen Schwellen der Radiolarit auch durch Kalk-Äquivalente substituiert werden. Die Ruhpolding-Formation wird sodann vom Knollenflaserkalk, auch als Ruhpoldinger Marmor bezeichnet, überdeckt. Der 10 bis 12 Meter mächtige Knollenflaserkalk ist ein dünnschichtiger, knollig-flaseriger Kalk von braunroter bis fleischroter Farbe. Zuweilen treten grüne Farbtöne auf, die auf Reduktionsvorgänge zurückzuführen sind. Zwischen die einzelnen Kalkbänkchen sind zumeist dunkelrote, dünne Mergellagen eingeschaltet. Das Gestein besteht aus blassroten, oft länglichen, dichten Kalkknollen, die in einem dunkelroten, mergeligen Bindemittel liegen. Bei der Verwitterung wird bevorzugt das weichere Kalkmergel-Material entfernt und die Schichtflächen erscheinen deshalb unregelmäßig wulstig und holprig. Die Kalkknollen werden häufig von einseitig korrodierten Ammoniten gebildet, deren besser erhaltene Unterseite zuweilen eine Bestimmung zulässt. Fossilreiche Lagen führen neben Schwammnadeln, Brachiopoden, Ostrakoden und Crinoidenstielglieder die Ammonitentaxa Phylloceras, Sowerbyceras, Lytoceras, Streblites, Semiformiceras, Perisphinctes u. a. sowie die Aptychentaxa Lamellaptychus und Punctaptychus. Die angetroffenen Faunen können bis ins mittlere Obertithon hinaufreichen. Die höchsten Partien der Schichtenfolge des Malms werden von den Aptychenschichten gestellt – dünngebankten, spröden, hellgrauen, wachsgelben bis elfenbeinweißen, bianconeartigen Kalken, die zuweilen schwarze Hornsteinlinsen und bis zu 5 Zentimeter dicke Hornsteinlagen führen. Untergeordnet treten auch grau-grüne Kalkmergel und lokal rostrote, grünfleckige Geröllmergeln auf (Gerölle aus Kalkschlick, der bei der submarinen Umlagerung noch plastisch war). Ihre Mächtigkeit ist sehr variabel und bewegt sich zwischen 1 und 2 Meter bis maximal 20 Meter. Die namensverleihenden Aptychen finden sich in brekziösen Horizonten. Die reinen Kalke sind gut gebankt (8–10 Zentimeter) und weisen zahlreiche kalkspatverheilte Klüfte auf. Ihre Mikrofauna aus seltenen Radiolarien und Crinoidenresten sowie ihre Saccocoma- und Calpionellidenfazies lässt sie ins ausgehende Obertithon datieren. Mit der Fazies der Aptychenschichten heben sich die aus dem tieferen Jura überlieferten faziellen Gegensätze auf. Die Formation kann in Beckenbereichen bereits mit Beginn des Obertithons einsetzen, in Schwellenbereichen wie am Haßlberg jedoch erst im oberen Obertithon.

### Unterkreide
Die Sedimentation setzte sich in der Unterkreide mit den Neokom-Aptychenschichten fort. Diese waren aus den Aptychenschichten des Malms durch zunehmenden Tongehalt entstanden. Der Fazieswechsel fällt mit der Jura/Kreide-Grenze zusammen – nachweisbar durch Calpionelliden. Es sind grünlich-grau anwitternde, teilweise dunkelfleckige dünnbankige Kalkmergel und Mergel, die zum Hangenden hin blättrig werden. Häufig sind rostige Flecken, die aus der Verwitterung pyritisierter Fossilien hervorgingen. Die Neokom-Aptychenschichten finden sich in der Lechtal-Decke im Muldenzug Nesselauer Schneid – Haaralmschneid, auf der Südseite des Haßlbergs und im südlichen großen Muldenzug, der von Westen nach Osten zunehmend näher an die Wettersteinkalkmassive der Hochscharten und Hörndlwand heranstreicht. Ihre Mächtigkeit variiert zwischen 80 und 200 Meter. Einige Fossilpunkte haben reiche Ammonitenfaunen geliefert, mit denen die Unterkreidestufen von Berriasium bis Barremium belegt werden können. So wurden in der Nähe der Gemeindegrenze südlich des Kleinen Rechenbergs (1466 m – bereits Gemeinde Unterwössen) 30 Ammonitentaxa aus dem Berriasium bis Unteren Barremium entdeckt.
Das überlagernde Apt-Alb baut sich vorwiegend aus roten und schwarzen Mergeln auf. Es handelt sich um weiche, bunte (graue, grünliche, rote, violette oder schwarze), blättrige Mergel, die stengelig oder scherbig zerfallen. Darin eingelagert sind einzelne härtere Kalkmergelbänke. Die Schichten enthalten Lagen mit überaus individuenreichen kalkschaligen Foraminiferenfaunen. Der Übergang aus den Aptychenkalken und -mergeln ist überall konkordant. Das Apt-Alb findet sich in der Gemeinde Ruhpolding nur in der Lechtal-Decke, und zwar in zwei Vorkommen im Urschlauer Achental nordwestlich von Brand – südlich des Schmiedkopfs (1138 m). Die Formation besteht hier aus rund 15 Meter mächtigen rötlichen, grünlichen und schwarzen blättrigen Mergeln, die mit einzelnen harten Kalkbänken wechsellagern. Als Fossilien fungieren kalkschalige Foraminiferen und Ammoniten wie Acanthoplites gargasensis, Tetragonites duvali und Desmoceras. Die Sedimentation verlief in der Allgäu-Decke der Nachbargemeinden im Nordwesten durchgehend bis ins Oberalb, jedoch nur noch ins Unteralb weiter südlich in der Lechtal-Decke.

### Oberkreide
Die Ablagerungen des Cenomans bzw. der Branderfleck-Formation liegen bereits transgressiv auf den Gesteinen aus Trias, Jura und Unterkreide, möglicherweise mit Ausnahme eines schmalen nördlichen Randstreifens, dem so genannten Randcenoman. Das Randcenoman verläuft unmittelbar südlich der Allgäu-Deckenstirn von Neustadl bis zur Maximilianshütte in Bergen. Weiter südlich findet sich in der Allgäu-Decke Cenoman im Steinbachtal westlich von Bacherwinkl, am Adlerhügel (772 m) und nördlich Mühlbauer. Das südliche Verbreitungsgebiet des Cenomans in der Lechtal-Decke umfasst die Vorkommen im Tal der Urschlauer Achen bis nördlich Gründberg sowie nördlich des Unternbergs. An der Basis des Cenomans liegt ein mehrere Meter mächtiger grauer Geröllmergel, dessen Gerölle überwiegend exotische Komponenten nicht kalkalpiner Herkunft sind. Die gut gerundeten, durch Reibung am umgebenden Sediment meist polierten, zentimeter- bis dezimetergroßen Gerölle zeigen keine deutliche vertikale Größensortierung, wohl aber eine horizontale: die größten Gerölle finden sich nämlich am kalkalpinen Nordrand – was auf ihre Einschwemmung von Norden hindeutet. In den Cenoman-Vorkommen der Allgäu-Decke stellen Quarze mit 45 Prozent die häufigste Geröllkomponente, gefolgt von quarzreichen Tektoniten (20 bis 35 %), sauren Ergußgesteinen (10 bis 15 %), Lyditen und Eisenkiesel (7 bis 15 %), basischen und intermediären Ergußgesteinen (5 bis 10 %), Quarzkonglomeraten (2 bis 7 %) und vulkanischen Brekzien und Tuffen (um 1 %). Uber den Geröllmergeln, denen gelegentlich geringmächtige Sandsteinbänke eingeschaltet sind, folgt eine l bis 4 Meter mächtige harte Konglomeratbank. Hier lässt sich auch eine Abtragung von Jura und Unterkreide vor der Ablagerung des Cenomans dadurch feststellen, dass Cenoman verschieden alten Schichtgliedern aufliegt. Die Konglomeratbank enthält in reicher Anzahl Gerölle dieser abgetragenen Schichten. Ober den Konglomeraten folgen weiche sandige graubraune bis dunkelgraue Mergel, in die festere, Zentimeter- bis Meter-mächtige Kalksandsteinbänke eingeschaltet sind, deren Schichtoberflächen oft inkohlte Pflanzenhäksel aufweisen. Kleine Gerölle, sowohl exotische wie kalkalpine, kommen nur selten vor. In dem beim Bacherwinkl von Süden einmündenden Bach konnte zwischen Kalksandsteinen ein 7 Zentimeter mächtiges Kohleflöz beobachtet werden. An Fossilien sind zu erwähnen Korallen der Taxa Aspidiscus, Cycloseris, Platycyathus, Thamnasteria u. a., Muscheln und Schnecken und reiche Foraniferenfaunen mit Globigerina, Orbitolina und Thalmanniella. Eine aufgeschlossene Mindestmächtigkeit des Cenomans von ungefähr 50 Meter lässt sich öfters feststellen. Die wahre Mächtigkeit ist aber vermutlich erheblich höher. In der Lechtal-Decke kann ein lappenförmiges Eingreifen des Cenomans in die  Senken des älteren Gebirges beobachtet werden. An der Basis liegen hier Brekzien, in denen jedoch exotische Komponenten selten sind. Sie führen vielmehr die Komponenten des präcenomanen Untergrundes. Über den Brekzien beginnt eine Folge von Kalksandsteinen mit variabler Korngröße. Hierzu gehören die Bergsturzmassen des Märchenwaldes zwischen Brand und Gruttau, die bis zu 3 Zentimeter große Orbitolinen enthalten. Zum Hangenden schalten sich mehr und mehr sandige dunkelgraue bis schwarzgraue Mergel zwischen die plattig abgesonderten Sandsteine, die besonders in den Bachläufen nördlich des Eisenbergs aufgeschlossen sind. Östlich von Gruttau, im Bachbett der Urschlauer Achen, steht ein mehrere Meter mächtiges Grobkonglomerat innerhalb der Sandstein-Sandmergelserie an, dessen Komponenten aus dem Cenoman selbst stammen.
Das  Unterturon geht aus der Sandstein-Sandmergelserie des Cenomans hervor. Kennzeichnend für diesen stratigraphischen Bereich sind bis zu 20 Zentimeter mächtige, tiefrote, eingeschaltete Pelite – beispielsweise nördlich der Urschlauer Wand. In roten Mergellagen nördlich des Unternbergs finden sich an Fossilien Inoceramen- und Seeigelreste. Datiert wurde das Unterturon anhand von Globotruncanen und der Kleinforaminifere Rotalipora reicheli. Die roten Tonmergel werden an der Urschlauer Wand von Hauptdolomit überfahren. Hiermit endet die kalkalpine Schichtfolge Ruhpoldings.
Gosau-Vorkommen sind in der Gemeinde Ruhpolding nicht vorhanden, werden aber nur wenig weiter südwestlich an der Lackenbergwand (1252 m) bei Oberwössen angetroffen und sollen daher hier erwähnt werden. An der Wand wird eine Oberrhätkalkmulde von Gosausedimenten des Coniaciums gefüllt. Die Folge beginnt mit einem bunten, bis 10 Meter mächtigen Basiskonglomerat, aus dem sich zum Hangenden – immer feinklastischer werdend – feinbrekziöse, hellbraune Kalksandsteine in einer Mächtigkeit von 20 bis 30 Meter entwickeln. In einigen Lagen treten gehäuft unsortierte Quarzgerölle bis 3 Zentimeter Durchmesser auf – wahrscheinlich aus abgetragenem Cenoman stammend. In den höheren Partien nimmt der Gehalt an eckigem Quarzsand bedeutend zu, der möglicherweise ebenfalls aus umgelagertem Cenoman abzuleiten ist. Das Basiskonglomerat wurde durch die Brandung des über verkarsteten Oberrhätkalk transgredierenden Gosau-Meeres geschaffen. Es enthält Gerölle der kalkalpinen näheren Umgebung (hauptsächlich weiße Oberrhätkalke und rote Liaskalke) mit einem Durchmesser bis über 0,5 Meter. Darunter fanden sich auch Orbitolinen-haltige Cenomangerölle.

### Tertiär
Tertiäre Ablagerungen fehlen in Ruhpolding vollständig. Während dieses in der Gemeinde nicht dokumentierten Zeitraumes hat sich die Entwicklung vom marinen Ablagerungsraum zum fertigen Gebirge im morphologischen Sinne vollzogen. Es seien hier aber am Rande die mitteleozänen Kressenberger Schichten des Helvetikums erwähnt, die unweit weiter nördlich am Bahnhof von Eisenärzt am Arztberg anstehen. Diese Eisenärzter Fazies baut sich aus massigen bis grobgebankten Nummulitenkalken auf. Das Gestein ist infolge eines geringen Eisengehaltes gelbbraun oder dunkelbraun, porös rostbraun oder dunkelgrünlichgrau, die Kluftfüllungen sind limonitisch. Die Kressenberger Schichten können als mürber Sandstein vorliegen und wurden früher auch abgebaut (daher der Ortsname).

### Quartär

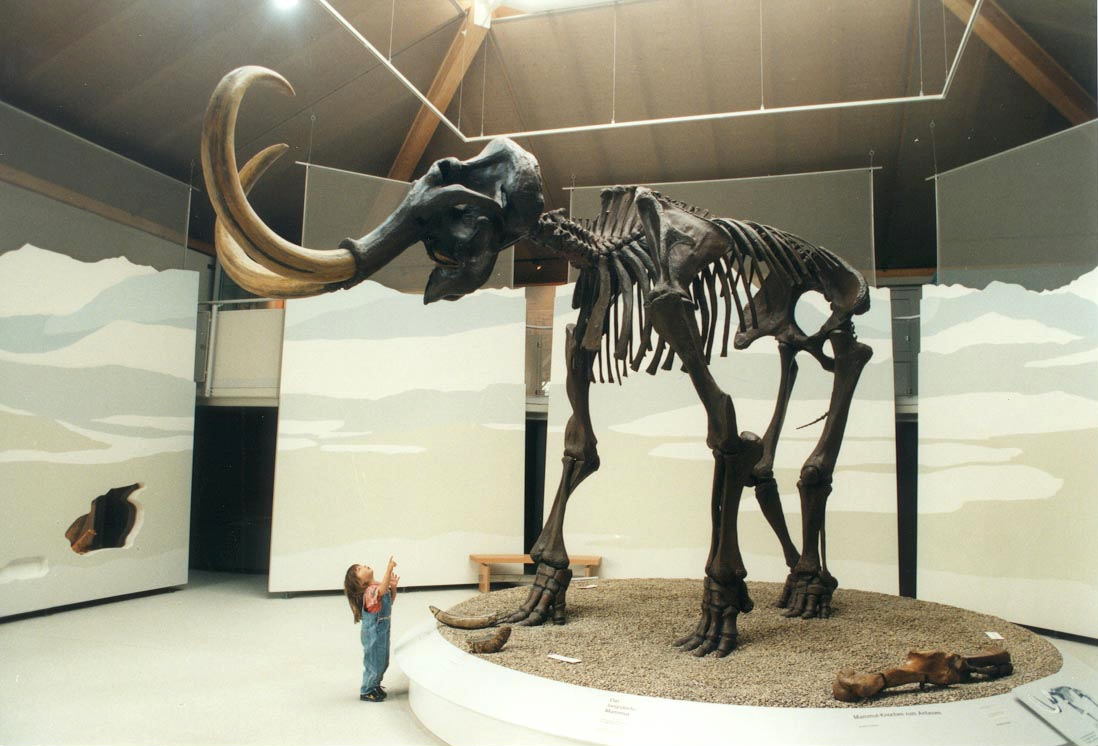
Das Siegsdorfer Mammut

Das Quartär beinhaltet nur mehr die Landschaftsformung im Verlauf mehrerer Eiszeiten des während des Tertiärs entstandenen Gebirges. Die morphologischen Zeugen der Eiszeiten, wie Kare, Trogtäler, Hängetaler und Moränenzüge sind in Ruhpolding in reicher Zahl vorhanden.
Die ältesten pleistozänen Ablagerungen sind verfestigte Nagelfluhschotter, deren Terrasse zwischen Lohen und Eisenärzt von der Weißen Traun angeschnitten wird. Die Schotter dürften aus der Mindel-Kaltzeit stammen. Ein weiteres Nagelfluhvorkommen findet sich direkt an der Gemeindegrenze am Dießelbach südlich unterhalb des Scharamplateaus. Über der mindelzeitlichen Nagelfluh liegt Moränenmaterial der Riß-Kaltzeit –  lehmige Moränengrundmasse, in die stark angewitterte und z. T. gekritzte Geschiebe eingelagert sind. Zum Riß gehört ferner ein geschwungener Endmoränenzug, der von Gschwend über Eckhof und Gastag nach Neustadl reicht. Das Ferneis der Riß-Kaltzeit, erkenntlich an Kristallingeschieben, drang etwas weiter nach Norden vor als das letzte Vereisungsstadium der Würm-Kaltzeit, deren Endmoräne bei Vordermiesenbach zu liegen kommt und eine Dreifachstaffelung aufweist.
Die Fließrichtung der aus den Zentralalpen hervorgestoßenen Gletscher kann anhand weit verbreiteter Fernmoränen und mittels Stauseegebieten in vom Eis abgeriegelten Tälern bestimmt werden. Der Höchststand der Vereisung – durch die höchstgelegenen Ferngeschiebe angezeigt – ist leider nur lückenhaft dokumentiert. Ergänzt durch morphologische Kriterien, wie die Höhenlage von Hängetälern und glazial bedingten Verebnungsflächen, lässt sich dennoch eine Mindestvereisungshöhe des Gebietes abschätzen. Als Beispiel mag ein durch Ferneis transportierter Geschiebeblock aus Granitgneis dienen, der am Weg Urschlau-Haaralm, nördlich des Gründberges (1226 m) auf etwa 1180 Meter Höhe gefunden wurde. Dementsprechend dürfte eine maximale Ferneishöhe von etwas über 1200 Meter über N. N. zwischen Hochscharten und Hörndlwand, Hörndlwand und Seekopf und weiter nach Osten in Richtung Fischbach/Schwarzachen erreicht worden sein. Im Ortskern von Ruhpolding wird die Ferneishöhe auf 800 Meter geschätzt und lag folglich mit einer Mächtigkeit von 150 Meter über der heutigen Talsohle.
Im Bereich des heutigen Ruhpoldinger Beckens traf der Weißtraun-Gletscher mit dem Urschlauer-Achen-Gletscher zusammen. Der Weißtraun-Gletscher war seinerseits aus dem Seetraun- und Fischbach-Gletscher hervorgegangen. Die beiden prinzipiellen Eisströme standen mit dem Ferneis des Tiroler-Achen-Gletschers in Verbindung, welcher sowohl einen Seitenast durch das Drei-Seen-Tal in Richtung Seetraun entsandte und dabei die Wettersteinbarriere am Seekopf (Wasserscheide) durchbrach, als auch einen anderen Seitenast durch Röthelmoos in Richtung Urschlauer Achen absonderte. Der von der Nachbargemeinde Unken über das Heutal hereinströmende Fischbach-Gletscher wurde vom Saalach-Gletscher gespeist.
Das würmzeitliche Glazialbecken von Ruhpolding enthält ausgedehnte Grundmoränenvorkommen. Darunter liegen bei Maiergschwendt und im Unterlauf des Steinbachtals moränennahe, kristallinfreie Vorstoßschotter. Sie bestehen aus Kies- und Sandlagen und enthalten gelegentlich exotische Cenoman-Komponenten. Die miniaturartige Hügellandschaft südlich von Ruhpolding, zwischen Vachenau und Weingarten, besteht aus Kuppen anstehender Kreidegesteine mit Grundmoränenüberdeckung. Endmoränenartige Kuppen liegen am Ausgang des Urschlauer Achentals; sie markieren ein Rückzugsstadium des Ferneises.
Eisstauseen bildeten sich im Eschelmoostal und im benachbarten Tal des Weißgrabens. Das in den Bächen mitgeführte Geröllmaterial wurde hier von dem aus Südwesten kommenden Urschlauer-Achen-Gletscher gestaut. Die Stausedimente – Stauschotter mit Bändertonlagen – reichen von kalkig-schluffigem Seeton über Sand und Schotter mit Schrägschichtung bis zu grobem Wildbachschotter. Die Oberfläche der Schotterfluren steigt talwärts an und bildet am oberen Talende meist ausgedehnte Verebnungsflächen. Die Erosionsterrassen in den Schotterkörpern entstanden spät- bis postglazial. 
Lokalgletscher entstanden auf den aus dem Ferneis der Talgletscher herausragenden Inseln der Hochscharten, des Hochkienbergs, des Hochgerns, des Hochfellns und des Rauschbergs. Die Geschiebekomponenten ihrer ausgiebigen Lokalmoränen variieren entsprechend dem jeweiligen Einzugsbereich. Mit dem Rückzug des Ferneises reichten die Lokalgletscher stellenweise (z. B. nordwestlich von Seehaus) tiefer in die Täler hinab als die Ferngletscher hinaufreichten. Häufig finden sich Endmoränenwälle mehrerer Rückzugsstadien.
Erwähnenswert ist der 1960 getätigte Fund eines Mammutzahns im Schotterbett des Fischbachs oberhalb von Laubau, welcher wahrscheinlich aus benachbarten Würmmoränen ausgespült worden war – sozusagen ein Vorläufer des spektakulären Mammutfundes aus dem Jahr 1975 aus dem Gerhartsreiter Graben bei Höpfling (Nachbargemeinde Siegsdorf).
In der nach dem Letzteiszeitlichen Maximum der Würm-Eiszeit (LGM) vor etwa 21.000 Jahren einsetzenden Trauntal-Stufe kam es zu spät- bis postglazialen Bildungen. Dies wird insbesondere deutlich an weitläufigen Erosionsterrassen und Erosionsstufen in den älteren Glazialablagerungen – sehr schön zu sehen im Tal der Weißen Traun und der Urschlauer Achen. Die Terrassenflächen werden häufig von meterdicken lehmigen Abschlämmmassen der angrenzenden Berghänge überdeckt. Im Ortsgebiet von Ruhpolding sind drei Terrassenstufen vorhanden. Nachdem sich die Eismassen zurückgezogen hatten, hinterließen sie Vertiefungen und Zungenbecken, in die Geröllmaterial von den durch den Eisabbau angeschwollenen Gletscherflüssen hereintransportiert wurde. Wie Grundwasserbohrungen zeigen, dürften im Ruhpoldinger Becken teils über Seeton weit mehr als 24 Meter Kies eingeschwemmt worden sein.
Ein weiteres typisches Beispiel für spät- bis postglaziale Bildungen der letzten Eisrückzugsstadien in periglazialem Klimabereich sind die weit verbreiteten Buckelwiesen (so an der Branderalm nordwestlich von Seehaus). Die Buckelbildung war nicht vegetationsgebunden, sie tritt nur im Wiesengelände am deutlichsten zu Tage. Sie werden verbreitet auf Moränen, Moränenschotter und Schuttkegeln, d. h. auf schluffreichen Lockergesteinen, angetroffen. Die Ursache der Buckelbildung muss unter den Bedingungen des periglazialen Klimas gesehen werden (Permafrost). Wahrscheinlich gehen sie auf netzartig verteilte Eiskeile zurück, deren seitliche Ausdehnung zu Bodenhebungen führte. Nach dem Ausschmelzen der Eiskeile wurden die entstandenen Spalten mit Verwitterungsmaterial verfüllt.

### Holozän
Die jüngste nacheiszeitliche Überformung der Landschaft entstand durch die Erosion des fließenden Wassers. Neben den in den beiden größeren Tälern vorhandenen jungen Erosionsterrassen ist die Bildung der Talenge der Urschlauer Achen (durch Klammbildung) südlich des Gründbergs besonders zu nennen. Typische, im Holozän entstandene geomorphologische Formen sind Schutt- und Schwemmkegel, Hang- und Verwitterungsschutt, Bergstürze sowie Blockschutt, Hangrutschungen und Kalktuffe. Hangschuttkegel finden sich insbesondere unterhalb von Wettersteinkalk- und Hauptdolomitwänden. Beispiele sind die Urschlauer Wand, die Sandreiße am Rauschberg, der Große Sand am Talschluss des Mittleren Kraxenbachs zu Füßen des Sonntagshorns und des Vorderlahnerkopfs sowie der Wilde Hausgraben am Lödensee. Auf dem langgestreckten Schuttkegel der Rauschberger Sandreiße sind die verschiedene Phasen der holozänen Bodenentwicklung gut zu erkennen. Hang- und Verwitterungsschutt treten relief- und gesteinsabhängig auf, besonders in Gebieten mit mürben Gesteinen (z. B. brekziöser Hauptdolomit) und mit schwach verfestigten Gesteinen (z. B. Cenomanmergel). Der größte Bergsturz ist der zwischen Gruttau und Brand gelegene Märchenwald, der laut Überlieferung im 13. Jahrhundert niedergegangen sein soll. Seine riesigen Einzelblöcke haben sich teilweise auf einer spät- bis postglazialen Terrasse akkumuliert. Sie stammen von einer eingestürzten Wand am Ostgrat der Kratzelschneid (1577 m). Blockschuttbildung ist fast unter jeder größeren Wand anzutreffen, besonders unter steilen Karwänden. Hangrutschungen werden in Grundwasser gesättigten Weichgesteinen wie Flysch und Cenoman beobachtet, beispielsweise an den Menkenböden. Die löchrig-schwammigen Kalktuffe sind Bildungen ausfließenden Grundwassers. Ein kleines Beispiel findet sich an der Straße nach Brand südlich des  Haßlberg-Steinbruchs – an der Grenze Moräne zu Cenomanmergel.
Die kalkalpinen Gesteine waren außerdem der Verkarstung ausgesetzt, erkennbar an Karsthöhlen, Dolinen und Karrenbildung. Verkarstungsfähige Gesteine sind Wettersteinkalk, Raibler Rauhwacke, Plattenkalk, Oberrhätkalk, Roter Liaskalk und Doggerspatkalk. Die einzelnen Karrenformen sind wegen der Vegetationsbedeckung oft nur schlecht beobachtbar. Dies gilt besonders für die subkutan gebildeten Rundkarren. Als Karsthöhle kann das Schinderloch an der Bischofsfellnalm angeführt werden. Weitere Höhlen finden sich an der Hörndlwand (Schmidkunzloch, Hörndlgrathöhle und Hörndlwandhöhle mit Tropfsteinen) und an der Strohnalm die St. Michael Grotte. Beispiele für Dolinen finden sich an der Bischofsfellnalm, bei Eschelmoos mit zwei Ponoren (Wasserschlinger) und an der Hochkienbergalm. Ein Karrenfeld kann direkt an der Bischofsfellnalm beobachtet werden. 
Im Verlauf des Holozäns konnten auch Moore heranwachsen, dokumentiert in den Pfitzen östlich von Gstatt – einem typischen Talhochmoor mit Aufwölbung – und vor allem in Röthelmoos. Das Röthelmoos mit seinen uhrglasartig aufgewölbten Hochmoorflächen und seiner Flora und Fauna ist von herausragender ökologischer Bedeutung. Es enthält mäandrierende Bachläufe und wird von Weideflächen umgeben.

## Geodynamik
Wie der stratigraphischen Beschreibung zu entnehmen ist, verlief die Sedimentation in der Lechtal-Decke kontinuierlich bis ins Unteralb. Während sie im Süden – wahrscheinlich durch einsetzende Tektonik bedingt – abbrach, lief sie in der nördlich vorgelagerten Allgäu-Decke bis ins Oberalb weiter. Das folgende Cenoman (Branderfleck-Formation) war transgressiver Natur und entstammte einem neuen Sedimentationsyklus. Es darf daher geschlussfolgert werden, dass das Cenoman bereits ein tektonisch bedingtes Relief vorfand, in dessen Muldenzüge es im Mittelteil der Lechtal-Decke und im Südteil der Allgäu-Decke hineingriff. Der Muldenbau war folglich präcenoman angelegt worden. Somit kann im Raum Ruhpolding ein erstes bedeutendes tektonisches Ereignis für die Zeitspanne 105 bis 100 Millionen Jahre vor heute angenommen werden. So transgrediert das Cenoman bei den Farnböden in der Steinbach-Mulde auf verschieden alte Schichtglieder aus Jura und Unterkreide und im Urschlauer Achental sogar auf Trias, Jura und Unterkreide. Nach dem Vorkommen von Raibler Rauhwacke im Geröllcenoman nördlich der Rabenstein-Schuppe zu urteilen, müssen zumindest auch für den Nordteil der Allgäu-Einheit präcenomane tektonische Bewegungen postuliert werden. 
Die nächste Phase tektonischer Bewegungen kann auf den Zeitraum zwischen post-Unterturon und Coniacium eingeengt werden, d. h. in etwa auf den Zeitraum 92 bis 89 Millionen Jahre. Dies folgert sich aus der Überfahrung der unterturonen Sandsteine im Urschlauer Achental durch die Eisenberg-Schuppe – und damit dem Ende des Sedimentationszyklus Cenoman-Unterturon. Die Obergrenze der Bewegungen wird durch die Transgression der Gosau-Sedimente an der Lackenbergwand zu Beginn des Coniaciums festgelegt. Die Gosau-Sedimente liegen hier mit einer schwachen Winkeldiskordanz auf gefalteten Oberrhätkalken. Es ist anzunehmen, dass diese prägosauischen Bewegungen ein dem heutigen bereits sehr nahekommendes Strukturbild geschaffen haben. 
Spätere interne Deformationen der kalkalpinen Zone sind aus dem Raum Ruhpolding allein nicht abzuleiten. Die kalkalpine Zone überfuhr jedoch als Ganzes  die bis an die Kreide/Tertiär-Grenze heranreichenden Sedimente der Flysch-Zone im Nordosten. Dieses bedeutende Ereignis einsetzender Kontinentalkollision muss somit bereits im Paläogen vor frühestens 65 Millionen Jahren stattgefunden haben. (Anmerkung: Andernorts in Oberbayern reicht die Flyschfolge mit der hangenden Tratenbachserie aber noch bis ins Untere Eozän. Die Kontinentalkollision kann daher erst wesentlich später im Oberen Eozän vor rund 40 Millionen Jahren begonnen haben.)

## Natürliche Rohstoffe und bergbauliche Aktivitäten

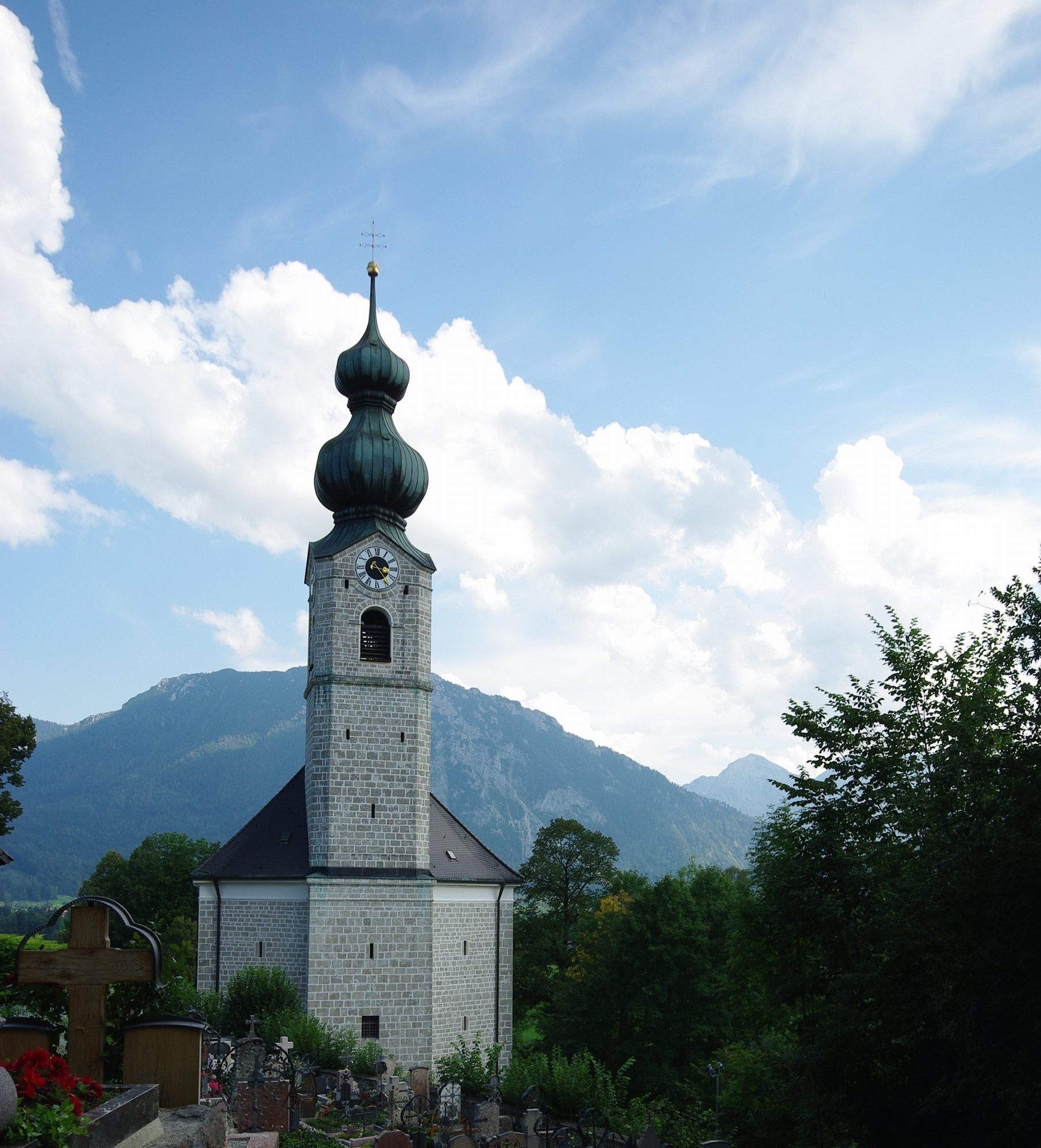
Der aus Rauhwacke erbaute Kirchturm der Pfarrkirche St. Georg. Im Hintergrund Rauschberg und Sonntagshorn.

Schotter und Kies werden in der Gemeinde Ruhpolding schon seit langer Zeit gewonnen, so Kies aus dem Fischbach östlich Fuchswiese und Schotter unterhalb von Steinberg. Auch Hangschutt aus feinstückigem Hauptdolomit von der Urschlauer Wand fand für den Wege- und Straßenbau Verwendung. Als Bausteine wurden Raibler Rauhwacke und Hauptdolomit eingesetzt. Die Rauhwacke erfreute sich ehemals großer Beliebtheit und wurde am Rabenstein gebrochen. Sie wurde beispielsweise am Kirchturm der Pfarrkirche und am Bahnhof verbaut. Gut gebankter und kompakter Hauptdolomit wurde nordwestlich von Lohen abgebaut. Auch Kalk wurde gebrannt, wie Reste von Kalköfen am Fuße des Rauschbergs belegen. Die bergbaulichen Aktivitäten konzentrierten sich auf den Hinteren Rauschberg, an dem bereits ab dem 16. Jahrhundert Blei/Zink gewonnen wurde. Der Abbau des im Wettersteinkalk enthaltenen silberhaltigen Bleiglanzes und Galmeis wurde mit Unterbrechungen bis 1925 fortgesetzt. Wie auch andernorts im Alpenbogen wurde syngenetisch und fein verteilt im Kalk eingelagertes Blei und Zink später mobilisiert und in Störungszonen im Wettersteinkalk zu abbauwürdigen Vererzungen konzentriert. Erwähnt sei hier auch die Alabaster-Fundstätte vom Kaumgraben am Hochfelln, an der die schneeweiße, feinkörnige Gipsvarietät zwischen 1796 und 1816 gefördert wurde und vorwiegend im Kunstgewerbe Verwendung fand.

## Geotope
Vom Bayerischen Landesamt für Umwelt (LfU) wurden recht viele Geotope für die Gemeinde Ruhpolding ausgewiesen, darunter die Identifikationsnummern:
- 189A021 – Steinbruch des Ruhpoldinger Marmors am Haßlberg südwestlich vom Ortskern
- 189A034 – Quartäre Nagelfluh auf Raibl-Formation nordwestlich von Vordermiesenbach
- 189A042 – Branderfleck-Formation bei Urschlau südwestlich von Ruhpolding
- 189A043 – Hauptdolomit an der Schwarzachenalm südsüdöstlich vom Ortskern
- 189G002 – Blei-Zink-Erzbergbau am Hinteren Rauschberg (geteilt mit Inzell)
- 189G004 – Historischer Rauhwacke-Abbau am Rabenstein nordwestlich von Ruhpolding
- 189G006 – Ehemaliger Alabasterbruch an der Kaumalpe unterm Hochfelln
- 189G012 – Steinbruch und Gletscherschliff am Taubensee südsüdöstlich des Ortskerns
- 189R014 – Hochmoor östlich von Gstatt (Pfitzen)
- 189R015 – Schuttkegel (Sandreiße) am Westhang des Rauschberges östlich von Waich
- 189R032 – Schuttkegel des Wilden Hausgrabens am Lödensee
- 189R033 – Dolinen und Uvala der Hochkienbergalm südwestlich von Ruhpolding
- 189R034 – Hochmoorflächen von Röthelmoos südwestlich vom Ortskern
- 189R035 – Karrenfeld und Dolinen der Bischofsfellnalm westlich von Ruhpolding
- 189R036 – Dolinen und Ponore des Eschelmooses westlich des Ortskerns
- 189R037 – Sonntagshorn und Großer Sand südlich von Ruhpolding